# Episodi di Alias (terza stagione)
La terza stagione di Alias è stata trasmessa negli Stati Uniti dal 28 settembre 2003 al 9 maggio 2004 sul network ABC.
| nº | Titolo originale | Titolo italiano  | Prima TV USA      | Prima TV Italia |
| -- | ---------------- | ---------------- | ----------------- | --------------- |
| 1  | The Two          | Due              | 28 settembre 2003 | 5 luglio 2004   |
| 2  | Succession       | Successione      | 5 ottobre 2003    | 5 luglio 2004   |
| 3  | Reunion          | Insieme          | 12 ottobre 2003   | 8 luglio 2004   |
| 4  | A Missing Link   | Julia            | 19 ottobre 2003   | 8 luglio 2004   |
| 5  | Repercussions    | Ripercussioni    | 26 ottobre 2003   | 8 luglio 2004   |
| 6  | The Nemesis      | Nemesi           | 2 novembre 2003   | 12 luglio 2004  |
| 7  | Prelude          | Preludio         | 9 novembre 2003   | 12 luglio 2004  |
| 8  | Breaking Point   | Punto di rottura | 23 novembre 2003  | 12 luglio 2004  |
| 9  | Conscious        | Cosciente        | 30 novembre 2003  | 15 luglio 2004  |
| 10 | Remnants         | Resti            | 7 dicembre 2003   | 15 luglio 2004  |
| 11 | Full Disclosure  | Il passato       | 11 gennaio 2004   | 15 luglio 2004  |
| 12 | Crossings        | Incroci          | 18 gennaio 2004   | 22 luglio 2004  |
| 13 | After Six        | Oltre i sei      | 15 febbraio 2004  | 22 luglio 2004  |
| 14 | Blowback         | Doppia coppia    | 7 marzo 2004      | 22 luglio 2004  |
| 15 | Façade           | Facciata         | 14 marzo 2004     | 29 luglio 2004  |
| 16 | Taken            | Rapiti           | 21 marzo 2004     | 29 luglio 2004  |
| 17 | The Frame        | Il passeggero    | 28 marzo 2004     | 29 luglio 2004  |
| 18 | Unveiled         | Svelata          | 11 aprile 2004    | 5 agosto 2004   |
| 19 | Hourglass        | Clessidra        | 18 aprile 2004    | 5 agosto 2004   |
| 20 | Blood Ties       | Legami di sangue | 25 aprile 2004    | 5 agosto 2004   |
| 21 | Legacy           | Eredità          | 2 maggio 2004     | 12 agosto 2004  |
| 22 | Resurrection     | Resurrezione     | 9 maggio 2004     | 12 agosto 2004  |

## Due
- Titolo originale: The Two
- Diretto da: Ken Olin
- Scritto da: J. J. Abrams
- Kurt Fuller è Robert Lindsey

### Trama
Sydney è ancora sconvolta dalla notizia ricevuta da Vaughn. La sera del suo scontro con Allison vennero trovati due cadaveri nel suo appartamento dopo un incendio. Will fu salvato e messo sotto protezione, ma il DNA di un cadavere coincidevano con il suo. Sydney tuttavia non crede a Vaughn ed è convinta che si tratti di un altro clone, lo aggredisce e scappa. Ingaggia una lotta con gli agenti del posto finché Vaughn non le spara addosso un dardo tranquillante e la fa svenire. Più tardi si sveglia in un ospedale di Los Angeles e Dixon le rivela che è il nuovo capo del centro operativo e che è tutto vero quello che Vaughn le ha detto. Inoltre Sydney scopre che Jack è in prigione. Nessuno sa cosa le sia successo, nessuno vuole darle spiegazioni. Così Sydney legge il labiale mentre Weiss e Dixon parlano fuori dalla sua camera e capisce che parlano di un edificio di Parigi e di un uomo di nome Kingsley. Più tardi, su un treno, Scott Kingsley viene ucciso da un uomo che gli ruba un microchip contenente dati su un velivolo costruito per la Difesa. Sydney finge di aver sognato il posto in cui l'hanno tenuta e fa credere a Weiss e Dixon di aver sentito parlare di un agente Kingsley durante la prigionia; così il direttore del CSN Robert Lindsey vorrebbe che vada in missione con la squadra che assalterà l'edificio a Parigi. Dixon è restio, ma acconsente a mandarla; tuttavia, Sydney chiede di poter vedere Jack in cambio. Quando incontra suo padre in prigione, Sydney porta un congegno per deviare le frequenze di ascolto e gli rivela le sue angosce per ciò che le sta succedendo e il suo dolore nell'aver scoperto che Vaughn è sposato con un'altra; Jack è in detenzione da mesi e la incoraggia ad essere forte, rivelandole che lui sapeva che lei era viva. Ma prima di poterle spiegare come faceva a saperlo, il tempo concesso dal congegno scade e non riesce a dirle ogni cosa. In missione, Sydney e Weiss cadono in un'imboscata e tutti gli agenti che sono con loro vengono uccisi dallo stesso uomo che ha rubato il chip; Sydney riesce a salvare Weiss e gli rivela che non ha mai saputo dove l'avevano tenuta in custodia e ha finto solo per cercare di riacquistare la fiducia della CIA, ma ora non sa cosa fare e non vuole tornare a casa senza il chip. Così Weiss le suggerisce di andare a Zurigo da Arvin Sloane: ha ottenuto una amnistia e ora dirige un'associazione umanitaria, la Omnifam. Sydney si reca a Zurigo e affronta Sloane, convinta che c'entri con la sua sparizione, ma lui le rivela che l'unica cosa che “Il Dire” di Rambaldi gli aveva rivelato, era la parola "Pace", così s'è redento e ha sfruttato le sue informazioni per aiutare la CIA a smantellare dozzine di cellule terroristiche. Tuttavia Sydney non crede a una sola parola e decide di agire da sola. Inizia a chiamare tutti i suoi contatti e solo uno le risponde: i due si incontrano e lei chiede informazioni su Gordei Volkov, l'uomo che ha rubato il microchip. Scopre che sarà a Praga per una consegna e così, sfoderando tutto il suo fascino, lo raggiunge. Fa saltare in aria l'auto su cui si trova Volkov, lasciandogli giusto il tempo di uscirne, poi i due hanno una colluttazione e Volkov rimane accoltellato dalla lama del suo stesso coltello. Sydney gli ruba il chip e lo riporta a Lindsey, chiedendo la scarcerazione immediata di Jack in cambio dei piani del velivolo sperimentale. Lindsey acconsente suo malgrado e Jack viene liberato. Più tardi Sydney incontra Vaughn, passato a vedere come sta e i due hanno un confronto duro e acceso, durante il quale lei lo critica per essersi arreso e non aver scoperto la verità su ciò che le era successo, per non aver avuto fede e perché se si fosse trattato di lui lei avrebbe aspettato a sposarsi. In un luogo sicuro, Jack rivela a Sydney che indagava sulla sua morte e una pista l'aveva portato a sorvegliare un diplomatico russo di nome Andrian Lazarey. In un filmato registrato da una telecamera segreta piazzata da Jack, l'uomo aveva visto una Sydney bionda e vivissima tagliare la gola a Lazarey!

## Successione
- Titolo originale: Succession
- Diretto da: Dan Attias
- Scritto da: Alex Kurtzman e Roberto Orci
- Kurt Fuller è Robert Lindsey

### Trama
A Berlino, un elicottero sradica la cabina di un ascensore con due uomini dentro e la porta via. Intanto Jack e Sydney decidono di non rivelare niente a Dixon perché se la CIA scoprisse il video di Sydney non esiterebbe a praticarle procedure invasive e pericolose per il suo cervello per farle recuperare la memoria. Sydney prende un nuovo appartamento vicino a casa di Weiss, che le rivela quanto sia stato difficile per Vaughn rifarsi una vita dopo la sua morte e adesso non vorrebbe rientrare alla CIA, anche perché lei è tornata. Al centro operativo viene spiegato che i due agenti rapiti erano della CIA e sono stati presi dalla Convenzione, un nuovo gruppo terroristico che minaccia di ucciderli se non acconsentiranno alle sue richieste. Sydney va a ritirare il foglio con le richieste della Convenzione in un cinema a luci rosse in Germania e trova la testa di uno dei due agenti in un pacco; nella sua bocca c'è un foglietto. La richiesta della Convenzione è che Sark venga liberato, cosa che Sydney non concepisce; ma Lindsey è convinto che lo vogliano libero per ucciderlo. Sydney va a trovare Vaughn, che insegna francese e lo informa che se davvero vuole tornare alla CIA saprà gestire la cosa; lui risponde al discorso che hanno avuto l'ultima volta che si sono visti e le rivela che quando era morta lui la sentiva ancora vicino a sé: beveva e le parlava, come se fosse ancora lì con lui. Così le confessa che era così innamorato di lei che ha creduto di morire e che comunque non si pente di essere andato avanti con la sua vita. Intanto Jack fa visita a Sloane ed è convinto, come sua figlia, che c'entri con la sua sparizione; ma Sloane gli dà un disco con tutte le indagini che aveva fatto sulla morte di Sydney.
Sydney incontra Sark prima della sua scarcerazione e gli chiede dove è sparita negli ultimi anni; lui ironizza sul fatto che lei non lo sappia e poi le spiega che se davvero Sloane aveva dei piani per farla sparire lui non ne era stato informato. Nel deserto avviene lo scambio fra la Convenzione e la CIA: Sark e l'agente Klein si muovono l'uno verso l'altro, ma improvvisamente un elicottero della Delta Force mandato da Lindsey interrompe lo scambio e rovina tutto, facendo sì che la Convenzione non recuperi solo Sark, ma anche il prigioniero. Sydney affronta Lindsey nel bagno degli uomini e gli dice quanto il suo comportamento sia stato inaccettabile. Intanto Sark parla con un uomo della Convenzione che gli offre del vino e gli rivela che da lui vogliono 800 milioni di dollari, cifra che lui è convinto di non avere. 
Vaughn rientra alla CIA e viene assegnato al controllo missioni finché non sarà operativo; si scopre che Sark aveva ereditato 800 milioni di dollari da suo padre, Andrian Lazarey, perché era un diretto discendente dei Romanov. La Convenzione voleva i suoi soldi come finanziamento. Jack e Sydney non credono alle coincidenze: prima è riapparsa lei e poi Sark è stato liberato con la sua eredità; i due sono ormai convinti che ci sia la Convenzione dietro alla sparizione di Sydney, così Jack contatta Irina via chat e le rivela che Sydney è viva, poi le chiede aiuto per scoprire cosa le sia successo nei due anni che non ricorda. La CIA rintraccia Klein, che si trova di nuovo in Germania in un night club sotto il controllo di uno spacciatore. In Germania, Sydney riesce a parlare con lo spacciatore e, dopo averlo convinto a farla entrare nel suo studio, minaccia di iniettarli la sua stessa droga se non le dice come disattivare l'allarme dell'edificio. Quando si trova al sistema, Sydney riesce a disattivarlo con l'aiuto di Vaughn e fa entrare la squadra di Weiss. Poi trova Klein proprio mentre un dottore sta per operarlo e gli spara; Sydney, però, non sa che quel dottore la conosce. Prima di morire le rivela che lei era la sua cavia preferita perché non si è mai piegata, ma non riesce a dire altro. Sydney va in un gruppo di altri agenti che hanno amnesie a lungo termine e si sente a disagio; più tardi irrompe nell'ufficio di Dixon e gli dice che non può obbligarla ad andare alle riunioni del gruppo e che è normale che provi ancora qualcosa per Vaughn. Dixon però è in compagnia di una donna, Lauren Reed, che prenderà il posto di Lindsey come contatto del CSN e avrà anche il compito di scoprire di più sulla morte di Andrian Lazarey. Preoccupata, Sydney saluta la donna, che le si presenta anche come moglie di Michael Vaughn...

## Insieme
- Titolo originale: Reunion
- Diretto da: Jack Bender
- Scritto da: Jeff Pinkner

### Trama
A Mosca, una strana bomba di fuoco devasta un parco; si tratta di un satellite abbattuto con lo scopo aveva di scoprire come la Russia avrebbe risposto in caso di minaccia di un attacco nucleare. Sydney beve tequila insieme a Weiss, i due sono preoccupati perché dal giorno seguente lei dovrà lavorare con Vaughn e Lauren insieme. Gli rivela anche che di tutte le cose che più le mancano della vecchia casa, era affezionata alla sua prima edizione di Alice nel paese delle meraviglie, bruciata nell'incendio.
Al briefing, Dixon comunica ciò che è accaduto a Mosca e che Echelon ha rintracciato una chiamata fra Sark e un uomo di nome Oransky, che ha costruito il satellite. I due parlavano di passare alla "Fase 2". Così Dixon decide che farà seguire Sark da Sydney nel suo prossimo incontro con Oransky, ma non dovranno catturarlo. Sydney si oppone, convinta che debbano catturare Sark, ma Lauren è di parere opposto perché seguire Sark potrebbe farli arrivare alle sue prossime mosse. Le due donne litigano finché Vaughn non le interrompe, dando ragione a Lauren. Tuttavia poi chiede alla moglie di essere più indulgente con Sydney; invece Jack ammonisce la figlia di stare attenta con Lauren perché il CSN ha trovato altre immagini dell'omicidio di Lazarey, che tuttavia sono rovinate. Marshall ha avuto l'incarico di migliorarne la definizione e ammette di poterlo fare entro 72 ore. 
Sydney segue l'incontro fra Sark e Oransky a Città del Messico, riesce a fotografare delle immagini e li sente parlare di una certa "Medusa", ma poi Oransky si accorge che lei li sta spiando e prende in ostaggio una bambina per far uscire Syd allo scoperto. Con l'aiuto di Vaughn e Marshall, Syd riesce a risolvere la situazione sparando a Oransky, che poi scappa. A casa di Sydney, lei si ricorda che ai tempi dell'SD-6 aveva sentito Sloane parlare di "Medusa", poi chiede a Weiss come è nata la storia fra Vaughn e Lauren e dove si sono sposati. Lei stava chiudendo le indagini su Irina e i due si sono piaciuti; si sono sposati nella villa del senatore Reed, padre di Lauren.
Le fotografie riprese da Sydney mostrano il Ministero della scienza russo, luogo in cui si trova Medusa. Dixon ordina a Syd e Vaughn di andare a trovare Sloane, che può aiutarli a farli entrare al ministero. I due vanno a Zurigo con Lauren, e Sloane in un primo momento si rifiuta di aiutarli; poi però, sotto pressione di Sydney che spera che violi gli accordi con la CIA perché così potrà vendicarsi, decide di fare infiltrare Vaughn e Syd al Ministero come due benefattori Omnifam. Sloane maliziosamente non perde l'occasione di far notare a Vaughn, davanti alle due donne, che deve aver provato profondo sollievo nel vedere Sydney viva, in quanto i due erano molto legati. Jack paga un esperto di computer per creare un programma che contrasti quello di Marshall: non può permettere che Sydney venga scoperta. Una volta pronto, Jack inserisce il software dal computer di Dixon e riesce a bloccare il programma di Marshall prima che decodifichi l'intera immagine del killer di Lazarey. In Russia, Syd e Vaughn si preparano per la missione e lei rimane in disparte quando lo vede baciare sua moglie; ma più tardi, al Ministero, i due si scambiano uno sguardo pieno di cose non dette. Al cambio della guardia, i due entrano in azione e riescono a trovare il magazzino dove si trova Medusa, ma sono subito scoperti da Sark e Oransky e si ritrovano in trappola. Riescono, però, a far saltare Medusa con un calo di tensione che farà esplodere la zona. Sark scappa, Oransky rimane nella stanza mentre esplode, mentre Sydney e Vaughn scappano dalle condutture dell'aria e si salvano. A Los Angeles, Jack rivela a Sydney di essersi occupato lui del problema Lazarey, mentre Weiss le regala una terza edizione di Alice nel paese delle meraviglie, scatenando la sua commozione.

## Julia
- Titolo originale: A Missing Link
- Diretto da: Lawrence Trilling
- Scritto da: Monica Breen e Alison Schapker

### Trama
Sydney continua a guardare il video della morte di Lazarey, perché le sembra di vederlo pronunciare una parola mentre muore, ossia "Julia". Lauren chiede a Syd di accompagnarla a interrogare Bogdan, un terrorista che ha rubato con altri delle fiale di virus ebola da un laboratorio, ma che è stato contagiato e ora sta per morire. Sydney lo convince a rivelare cosa vuole farne la Convenzione. Il colpo era stato commesso da Simon Walker con una squadra: hanno rubato l'ebola per la Convenzione e ora devono fare un secondo colpo. Così Dixon ordina a Sydney di entrare nella squadra di Walker come rimpiazzo di Bogdan. Prima di partire, Vaughn litiga con Lauren che critica un suo rapporto per la mancanza di dettagli; invece in aereo si ritrova a ridere con Sydney come facevano una volta. A Siviglia, Sydney va da Walker che l'accoglie con un bacio appassionato e la chiama "Julia". Weiss e Vaughn, che la seguono come supporto, si chiedono chi sia Julia, perché non è un alias usato da Sydney, quindi rimangono i due anni in cui era sparita. Sydney si propone come esperto di sistemi di sicurezza per il gruppo di Walker, che le chiede se non abbia fortuna come sicario. Però, per accettarla in squadra, lui le propone una "sfida" e la invita a rubare una collana dalla camera della principessa greca Demetria. Sydney ha pochi minuti per fare il colpo: entra nella camera dopo aver stordito la guardia, ruba la collana e poi scappa dalla polizia gettandosi nella piscina che si trova diversi piani più sotto. Convinti i membri della squadra, Walker le dà le specifiche per il colpo e la invita ad andare a Milano per procurarsi il necessario. Sull'aereo, Vaughn manifesta la sua riluttanza per tutta la faccenda a Sydney e le dice che ha simulato fin troppo bene quando Walker l'ha chiamata Julia; lei gli dice che non lo vuole coinvolgere per il suo bene. Jack dice a Sydney che rivelare ciò che sanno di Lazarey sarebbe pericoloso, ma lei inizia a pensare di voler effettuare l'intervento per ricordare qualcosa. Poco dopo, Dixon chiama Vaughn e Sydney in disparte: Jack gli ha detto tutto! Dixon è convinto, come Jack, che debbano mantenere il segreto col CSN, così ordina a Vaughn di non dire nulla a Lauren. Sydney è arrabbiata con Jack perché non voleva essere causa di problemi fra Vaughn e Lauren e se ne scusa anche con Michael, che però non è preoccupato per quello, ma per il fatto che tornerà da Walker e sarà pericoloso, perché non sa cosa aspettarsi. Lei però sa di non avere altra scelta, è l'unico che sappia cosa le sia successo in quei due anni di vuoto. Intanto Javier Parez, uno degli uomini di Walker, scopre una foto di Sydney insieme a Vaughn e lo convince che gli stia mentendo. Così quando la donna arriva, Simon prima cerca di sedurla e la bacia -con particolare ribrezzo da parte di Vaughn- poi la minaccia e gli chiede chi sia l'uomo nella foto. Syd capisce che deve improvvisare e rivela che l'uomo è Michael Vaughn, il suo "fornitore" ed è andata in America per trovare i pezzi per aprire la cassaforte. Vaughn capisce al volo la situazione e ordina a Marshall di creare una sua scheda da criminale con una lista di crimini per violazione di sistemi d'allarme. Il tutto viene fatto appena in tempo e Walker, vedendo la scheda, si scusa con Sydney. Poco dopo Parez dice a "Julia" di non fidarsi di lei proprio mentre Walker accoglie al rifugio Sark, che fortunatamente non nota Sydney. Lauren va a trovare Sloane, che non perde l'occasione per pungolarla ricordando il forte legame che univa Syd e Vaughn e anche per metterle dubbi sul fatto che suo padre abbia avuto a che fare con il modo in cui ha ottenuto il suo lavoro. La missione a Ibiza va bene, la squadra di Walker recupera un dispositivo biologico per la Convenzione; poco più tardi la squadra sta aspettando un'auto per fare un cambio di trasporto e Sydney è pronta a mettere il trasmettitore sul dispositivo rubato. Ma dalla jeep scende anche Vaughn: è stato catturato dagli uomini di Simon. Parez è convinto che sia della CIA perché ha l'equipaggiamento, ma Walker dice che Julia è a posto e sta con loro, il problema è Vaughn. Walker sta per sparargli, così Sydney prende il coltello di Parez e si offre per ucciderlo lei stessa. Dopo averlo stretto a sé per attaccargli addosso il trasmettitore, Sydney gli dice che non avrebbe mai dovuto tradirla e poi lo accoltella al torace. Walker lo scaraventa giù da una scarpata e il gruppo se ne va, lasciando Vaughn solo e svenuto...

## Ripercussioni
- Titolo originale: Repercussions
- Diretto da: Ken Olin
- Scritto da: Jesse Alexander

### Trama
Sydney corre a chiamare Jack e le spiega perché ha dovuto accoltellare Vaughn e che devono trovarlo tramite il trasmettitore; poi gli dice che cercherà di rubare il dispositivo da Walker prima che lui torni in albergo. Tuttavia non ci riesce, perché Walker ha effettuato lo scambio con Sark in anticipo. Quando la trova in camera sua, lei gli chiede quando si rivedranno e lui le dice che se avrà un altro lavoro la cercherà. Weiss trova Vaughn che sta morendo dissanguato e  Sydney fa arrabbiare Lauren quando le dice che è stata lei ad accoltellare Michael, perché sennò lo avrebbero di certo ucciso. Alla CIA si scopre il vero motivo che ha spinto Sark a pagare Walker per i furti: hanno mutato il virus per usarlo in una prigione in Siberia e fare sì che l'unico sopravvissuto fosse un uomo, Kazari Bomani. In questo modo l'hanno fatto evadere per sfruttare la sua rete di traffico d'armi. Syd scopre che Sloane è stato perdonato soprattutto perché aveva aiutato a smantellare l'organizzazione di Bomani, così lei e Lauren sono mandate a parlare con lui, che si trova a Città del Messico. In aereo, Lauren dice a Syd che vuole che chieda il trasferimento perché non riesce a gestire la situazione di loro due e Vaughn. In Messico, degli uomini rapiscono Sloane prima che veda Syd e Lauren; le due donne inseguono la vettura che l'ha rapito, su cui ci sono Sark e Bomani, ma la perdono. Bomani vorrebbe vendicarsi con Sloane tagliandogli un braccio ma lui lo convince che ha bisogno di lui. Più tardi, a Los Angeles, Vaughn ha un incubo nel quale Sydney è vicina a lui in ospedale e prima gli dice quanto gli manca e lo bacia, ma poi lo accoltella. Poco dopo si sveglia, con Lauren al suo fianco. Sloane torna alla CIA e spiega a Syd che l'hanno lasciato andare perché gli ha rivelato che la Yakuza ha perfezionato un virus particolare e molto pericoloso che potrebbe interessare e Bomani e alla Convenzione. Sloane vuole che Syd disabiliti il virus, ma senza distruggerlo, perché così Bomani non capirà che Sloane sta facendo il doppiogioco con la CIA. Jack contatta Walker per commissionargli un furto, convinto che potrà scoprire di più su "Julia"; ma Parez fa delle foto a Jack e si incontra con Sark per chiedergli se lo conosce. Quest’ultimo gli rivela tutto su Jack e Sydney. Quando Jack e Simon si incontrano di nuovo, lui riceve una chiamata da Parez che gli dice cosa ha scoperto, allora Jack gli spara. Lo invita a rivelargli tutto ciò che sa su "Julia", ma lui decide di sprecare gli ultimi attimi di vita per punzecchiarlo e Jack lo finisce.
Marshall e Sydney vanno in missione a Osaka e si vogliono far scoprire apposta a barare per entrare nel retro del casinò, dove disattiveranno il virus. Riescono a farlo, ma Sark e Bomani arrivano prima che possano uscire dalla stanza, così si nascondono sotto la scrivania. Sark ruba il virus e non si accorge di niente. Tornati a Los Angeles, Syd e Weiss sono in ospedale con Vaughn e Lauren; quando se ne va Sydney dimentica la giacca e torna a prenderla, ma si blocca alla porta quando vede i due coniugi abbracciarsi teneramente.

## Nemesi
- Titolo originale: The Nemesis
- Diretto da: Lawrence Trilling
- Scritto da: Crystal Nix Hines
- Kurt Fuller è Robert Lindsey

### Trama
Sloane va a trovare Sydney a Los Angeles e le rivela come trovare le informazioni sulle prossime mosse della Convenzione, poi si chiede se lei potrà mai dargli di nuovo fiducia, ma la ragazza chiarisce che non potrà mai succedere. Alla CIA, si scopre che la Convenzione vuole un dispositivo che potrebbe dare accesso all'arsenale nucleare russo, creato da un uomo di nome Lang che ora ha fatto degli interventi di chirurgia estetica e che sta aspettando dei nuovi documenti di identità che riceverà a Milano in un night. Dixon mette Sydney al posto di Lauren come contatto di Sloane perché conosce meglio i personaggi: Allison Doren è ancora viva ed è tornata al lavoro con la Convenzione. Dixon la vuole morta, se Syd ne avrà l'occasione. Sark incontra Allison, che gli racconta cosa le è successo dopo la "morte" di Sydney e come abbia iniziato a lavorare per la Convenzione dopo essere guarita. Lindsey, invece, incarica Lauren di fare delle indagini non ufficiale sul killer di Lazarey e la obbliga a non dire nulla nemmeno al marito. Il contatto russo dà a Lauren un cd di chiamate che Lazarey ha fatto nei mesi prima di morire e le suggerisce di cercare il killer fra quelle telefonate. A Milano, Syd e Vaughn sono entrambi in tensione per la storia di Allison, poi entrano nel night per cercare Lang. Quando lo trovano, Allison uccide il contatto che dovrebbe dargli i nuovi documenti, così Lang scappa. Vaughn e Syd inseguono Allison, che si getta nell'ascensore su cui Lang sta scappando. Con una pinza gli toglie qualcosa dalla bocca e lo uccide, Syd arriva troppo tardi e viene colpita alle spalle da Allison, che tuttavia non la uccide.
Alla CIA si scopre che Allison ha rubato un dente di Lang che in realtà era un chip di identificazione di frequenze radio; invece Lauren scopre una chiamata del killer di Lazarey che veniva da un indirizzo di Londra e scopre che il locale era affittato da una certa Julia Thorne. Sydney obbliga Sloane a incontrare Allison e Sark per avere informazioni e fornire aiuto; riesce a ingannare Sark, che gli rivela dove si trova il dispositivo e poi, obbligato da Sydney, pone ai due domande sul passato. Allison rivela che le è stato ordinato di non uccidere Sydney perché la Convenzione deve recuperare qualcosa che è nella sua memoria. Vaughn e Syd vanno a Sofia, con l'ordine di uccidere Allison se la vedranno; riescono a trovare il dente di Lang, ma non il dispositivo che è già stato preso da Allison. I due la inseguono e Syd si scontra con lei. Allison le rivela che Francie è stata vittima delle circostanze, mentre dopo la sua sparizione è stata curata con una formula tratta dal manufatto di Rambaldi. Dopo una dura lotta, Syd spara a Allison e al telefono si scusa con Dixon per non essere riuscita a ucciderla. Nonostante l'ambulanza con Allison fosse diretta all'ospedale e lei fosse incosciente, non è mai arrivata all'ospedale. Così Vaughn e Syd ripercorrono la strada che deve aver fatto e trovano l'ambulanza capovolta e tutti i soldati morti. Syd è convinta che sia stata proprio Allison da sola a fare tutto.

## Preludio
- Titolo originale: Prelude
- Diretto da: Jack Bender
- Scritto da: J.R. Orci
- Kurt Fuller è Robert Lindsey

### Trama
Un incubo in cui si toglie degli strani cavi dalla ferita all'addome risveglia Syd nel cuore della notte, così la ragazza va a chiedere al dott. Siegel (uno psichiatra della CIA che sostiene il gruppo di quelli che hanno perso la memoria) cosa comporterebbe l'intervento al cervello. Lui le mostra i danni riportati da un agente che si era sottoposto come cavia e ora vive in una cella isolato dal mondo. Intanto, in Messico viene catturato Javier Parez e l'uomo, per cercare degli accordi, offre la possibilità di dare informazioni su un agente della CIA e un omicidio di un diplomatico russo.
Alla CIA arriva Sloane, che annuncia che la Convenzione vuole che rubi dei dati su un maser in Cina; si tratta di un laser a microonde che messo su un satellite sarebbe un'arma molto potente. Ovviamente Sloane vuole che sia Sydney ad accompagnarlo, perché è l'agente migliore. Vaughn e Lauren devono andare in Messico per parlare con Parez, ma Jack cerca di convincere Michael a non farlo per evitare che la moglie scopra di Sydney; lui rifiuta categoricamente di mentire ancora a Lauren e cerca di far capire a Jack che Lauren potrebbe essere un aiuto, non una minaccia. Syd e Sloane vanno in Cina alla festa del ministro e intanto Marshall cerca di disattivare la sicurezza con una piccola automobilina capace di mimetizzarsi e di raggiungere la sala controllo; nell'attesa che il tecnico faccia "la magia" Sydney e Sloane ballano insieme. Nel momento in cui l'agente deve allontanarsi, schiaffeggia Sloane simulando una lite e se ne va per raggiungere la cassaforte con un passamontagna per nascondere il suo volto. Purtroppo i sistemi di sicurezza tornano on line e Sydney viene vista per un momento dalle guardie, che vanno a controllare. I tre ingaggiano una lotta in cui Syd ha la meglio e riesce a portare a termine la missione. Al ritorno, Sloane spiega a Syd che un tempo lei si fidava di lui e le mostra una strana busta che proprio Syd gli aveva fatto pervenire il giorno in cui lei era "tornata". All'interno ci sono una chiave e un biglietto con delle cifre. Nonostante Syd non ricordi di aver mandato nulla, la calligrafia è la sua. Intanto Vaughn e Lauren sono in Messico e viaggiano verso la prigione dove è detenuto Parez, ma vengono presi in trappola da un gruppo di banditi; quando vengono liberati e raggiungono la prigione, Parez è morto. Apparentemente si è impiccato, ma in realtà è stato proprio Jack a fingere il suicidio. Vaughn affronta Jack e gli dice che sa che è stato lui a uccidere Parez, Jack nega e allora Vaughn lo minaccia dicendogli di non provare mai più a fare del male a Lauren; Jack gli fa notare che forse ora capisce i compromessi morali a cui scenderebbe se qualcuno che ama fosse in pericolo. 
Lauren subisce una imboscata da Sark, il quale le consegna le immagini del killer di Lazarey e Lauren scopre che si tratta proprio di Sydney. Sark vuole vendicarsi per il fatto che Syd ha ucciso suo padre. Intanto Sydney chiama Jack dall'aereo e lui le spiega che i codici sono scritti in un codice insegnatogli da Irina, i due si chiedono se Syd non fosse in contatto con la madre quando era scomparsa. Comunque il codice indica un indirizzo a Roma e i due Bristow decidono di andarci insieme quando Syd arriverà. Vaughn raggiunge Lauren e in un primo momento è preoccupato per il suo incontro con Sark; però quando Lauren scopre che Michael sapeva da tempo che l'assassino di Lazarey era Sydney, i due litigano. Lauren è convinta di dover informare Lindsey e che non farebbe mai delle operazioni invasive a un agente americano, Vaughn invece crede che il capo della moglie non esiterebbe a infrangere le regole. Tuttavia Lauren ha già fatto rapporto e non ne sembra pentita, così Vaughn corre a cercare Sydney. La chiama e l'avvisa che la prenderà lui all'aeroporto perché sennò Lindsey potrebbe intercettarla. In auto le spiega cos'è successo e le chiede dove vuole andare a nascondersi mentre lui cerca di risolvere la faccenda e lei decide di andare proprio a Roma. Scesi dall'auto all’aeroporto, i due condividono il primo vero momento di affetto da quando Syd è tornata: Vaughn le spiega che l'aiuta perché anche se ora è tutto diverso, le cose non cambiano e non vuole perderla di nuovo. I due si abbracciano e poi Sydney se ne va. Jack intuisce che Vaughn ha fatto scappare Sydney e lo ringrazia, poi gli chiede cosa è disposto a fare per aiutarla; intanto Lauren e Lindsey prendono il controllo dell'ufficio e tolgono ogni autorità a Dixon, che si assume la piena responsabilità di quanto accaduto per aver lasciato gli agenti in servizio. Intanto Syd arriva a Roma ed entra nell'appartamento indicato dall'indirizzo; da una finestra scorge l'angelo che sogna da quando è tornata e poi va in bagno dove trova delle pillole intestate a Julia Thorne. Improvvisamente viene catturata da un gruppo di uomini armati che la arrestano.

## Punto di rottura
- Titolo originale: Breaking Point
- Diretto da: Dan Attias
- Scritto da: Breen Frazier
- Kurt Fuller è Robert Lindsey

### Trama
Sydney viene portata a Camp Williams, una struttura segreta dove il CSN tiene i prigionieri da torturare; in cella la ragazza fa amicizia col suo vicino, un uomo di nome Campbell che dimostra di essere provato dagli anni passati in prigione e lontano dalla famiglia. Mentre Lindsey assume l'incarico di direttore del centro operativo CIA, Lauren affronta Vaughn perché ha capito che ha fatto scappare Syd dal paese ed è preoccupata che Lindsey lo scopra, ma lui le fa capire che in questo momento teme per le sorti di Sydney. Tuttavia Lauren viene chiamata a Camp Williams per assistere all'interrogatorio di Sydney ed è convinta che Lindsey agisca secondo le regole. Vaughn chiede a Jack cosa vuole fare e allora i due si incontrano con Sloane per preparare un piano: dovranno rubare gli schemi di Camp Williams dagli uffici della protezione civile e poi dovranno assoldare dei mercenari per far scappare Sydney e far credere che sia stata la Convenzione. Lindsey vuole che Lauren inventi un rapporto senza vedere l'interrogatorio, così la donna capisce che vuole davvero torturare Syd e usare la chirurgia su di lei. Nonostante inizi a dubitare dell'operato del suo superiore, lui la costringe a fare il rapporto minacciandola di denunciare il marito che ha fatto scappare Syd dagli USA per farla andare a Roma. Durante le torture, il medico vuole che Sydney decifri un foglietto trovato nell'appartamento di Roma, ma lei resiste, appoggiata dal vicino di cella Campbell. Riesce persino a tentare una fuga dopo aver rubato una graffetta durante un momento di disattenzione del dottore, ma viene comunque riportata in cella e picchiata duramente. Vaughn e Jack si incontrano con Thomas Brill, ex collega di Jack e che conosceva il padre di Vaughn; lui troverà gli uomini e formeranno una squadra per un compenso di tre milioni di dollari. Poi i due agenti vanno in un magazzino segreto di Jack colmo di soldi, identità segrete, armi e medicine. Lì recupera il denaro per Brill e il necessario per la missione alla FEMA. 
Mentre Sloane e Vaughn mandano il sistema della FEMA in tilt, Jack fa finta di essere il tecnico adibito al controllo e va a sistemarlo sotto controllo di un operatore. Poco dopo, Sloane chiama gli uffici fingendosi il direttore e chiede di parlare proprio con l'uomo che sorvegliava Jack per dargli il tempo di trovare i progetti di Camp Williams. Jack li cerca negli archivi e li mostra alla telecamera che Vaughn ha infilato dagli scarichi fino nell'ufficio archivio. Sembra andare tutto bene, ma quando Jack sta uscendo la guardia fa chiamare nuovamente il direttore e scopre che è fuori dagli Stati Uniti. Capendo che Jack non è chi dice di essere, una delle guardie gli spara, ma Sloane lo salva prendendosi il proiettile. Nel magazzino, Jack opera Sloane senza anestesia perché è allergico alla morfina, salvandogli la vita nonostante l'enorme dolore. Poi Jack manda Vaughn in ufficio a cercare con Marshall i codici di Camp Williams. Sloane spiega a Jack che l'ha salvato perché spera ancora che tornerrano amici come un tempo e perché lui e Syd sono tutto ciò che gli rimane. 
Vaughn e Marshall provano ad accedere alla rete del CSN per trovare i codici, ma non ci riescono; all'improvviso appare Lauren che si scusa con Vaughn e gli dice che aveva ragione su Lindsey e quindi lo aiuterà a salvare Sydney. A Camp Williams, Lindsey tortura Campbell facendolo accoltellare per convincere Syd a parlare; la ragazza reagisce e gli dà delle coordinate che corrispondono ai codici sul foglietto e a quel punto Campbell si rialza, senza alcuna ferita: è stata una messinscena e lui non è Campbell, ma un agente del CSN! Avevano capito che Sydney avrebbe trovato difficoltà a sopportare un dolore empatico, piuttosto che uno fisico su sé stessa. Nonostante abbia avuto le informazioni, Lindsey decide di operare comunque Syd e dà avvio alla chirurgia. Ma proprio prima che il dottore inizi la squadra di Brill, con Vaughn e Jack, fa irruzione a Camp Williams e salva Sydney, che si vendica uccidendo il dottore con un bisturi. Lindsey viene colpito con un sonnifero e il gruppo scappa portando via anche Sydney e Lauren su un elicottero in cui è presente anche Sloane.

## Cosciente
- Titolo originale: Conscious
- Diretto da: Ken Olin
- Scritto da: Josh Appelbaum e André Nemec
- David Cronenberg è il Dr. Brezzel
- Kurt Fuller è Robert Lindsey

### Trama
In un luogo sicuro, il gruppo prepara il piano d'azione: Jack e Vaughn diranno che stanno facendo un'indagine separata per trovare Sydney, mentre Lauren tornerà alla CIA dicendo che lei e Syd sono state rapite dalla Convenzione che poi ha rilasciato lei, ma non l'agente Bristow. In cambio del suo rilascio la Convenzione vorrà la macchina di Rambaldi. Sloane confermerà la storia come doppiogiochista della Convenzione. Prima, però, Syd picchia Lauren per rendere credibili il rapimento: le dà un primo pugno con cui la rimprovera di averla consegnata a Lindsey, poi la ringrazia di averla aiutata. Poi Sloane propone a Sydney di andare da un dottore che fa una terapia sperimentale per recuperare la memoria; prima di andarci, Syd e Jack vanno a cercare il vero posto indicato dal foglietto trovato nell'appartamento di Roma. Si tratta di un punto vicino a Los Angeles, dove trovano una scatola metallica che contiene una mano tagliata con tatuato il simbolo di Rambaldi. Lauren raggiunge Lindsey che ha mandato una squadra a vuoto nel luogo indicatogli da Sydney; non sembra credere molto alla storia di Lauren, ma comunque accetta di fare lo scambio con la Convenzione. Più tardi, però, contatta Sloane e gli ordina di far uccidere Sydney durante lo scambio, minacciandolo e dicendogli che sa tutto delle sue attività. Jack, Vaughn e Syd vanno a trovare il dottore Brezzel e capiscono subito che è un personaggio strano: vive con la sua assistente, una delle sue cavie, e fa una terapia a base di droghe che consente di accedere alla memoria in stato di sogno lucido. Syd potrà quindi ripercorrere ciò che non ricorda come in un sogno. Al primo tentativo, sotto effetto delle droghe, Syd sogna di essere in ambulanza con Vaughn dopo la lotta con Allison Doren. Si tratta di un misto di passato e presente, più spinto dai desideri inconsci della ragazza, dato che nel sogno la Convenzione ancora non c'è e lei sta ancora con Vaughn. I due si baciano, ma Michael diventa improvvisamente Sloane e allora il dottor Brezzel interviene e conduce Syd verso l'ultimo ricordo che ha, la lotta con Allison. Sydney lo rivive e poi vede un gruppo di uomini senza volto portarla via dall'appartamento in un camion e sedarla. Poi il ricordo cambia e Syd rivive una sua festa di compleanno di quando era piccola, con Jack che la invita a tagliare una torta con scritte sopra le parole "St. Aidan". Quando Syd la taglia ne esce sangue e si rende conto di stare tagliando la mano di Lazarey! Syd raggiunge nuovamente il camion dove l'hanno portata e scopre gli uomini senza volto che la portano in uno strano posto dentro a una stanza con il numero 47; prima di entrarci, però, Syd vede Lauren che la guida in un'altra camera piena di teli di plastica e poi cerca di strangolarla. A quel punto Syd va in arresto cardiaco e deve essere rianimata. Quando si risveglia, Sydney vede Vaughn vicino a lei e crede di essere ancora in sogno, così lo bacia. Lui, ovviamente, non si tira indietro, ma le dice che non possono; in quel momento entra Jack e così Syd capisce che è sveglia e si rende conto di ciò che ha fatto, ma Vaughn la tranquillizza. Syd spiega agli altri cosa ha visto in sogno e si chiedono se la mano ritrovata non sia proprio di Lazarey; Marshall e Lauren, intanto hanno fatto delle analisi del DNA, scoprendo che la mano amputata era di un uomo ancora in vita solo quattro mesi prima. Se così fosse, Lazarey sarebbe stato ancora vivo dopo il video del suo presunto omicidio a opera di Sydney, che forse era solo una messinscena. Quando Syd dice a Vaughn che Lauren l'ha strangolata in sogno, lui rimane un po' sorpreso, ma Brezzel spiega che si tratta forse di una figura rappresentativa, che sta in realtà per un'altra. Intanto Lauren fa fare dei match del DNA e scopre che la mano amputata era davvero di Lazarey: ciò vuol dire che Syd non l'ha ucciso in quel video e quindi Lindsey non ha più prove contro di lei. Sydney entra ancora in stato di sogno e si trova in auto con Dixon; la marca della macchina è ancora "St. Aidan". Quando Syd scende dall'auto, si trova nella sua nuova casa, dove Marshall e Weiss giocano a poker e la invitano ad andare in cucina. Lì la ragazza si ritrova nella stanza coi teli e Lauren si trasforma...in se stessa! Syd ingaggia una lotta contro sé stessa e si sente spiegare che deve fidarsi di Lazarey. Dopo aver ucciso l'altra se stessa, Sydney finalmente apre le porte della camera 47 e rimane sconvolta da ciò che vede...

## Resti
- Titolo originale: Remnants
- Diretto da: Jack Bender
- Scritto da: Jeff Pinkner
- David Cronenberg è il Dr. Brezzel
- Kurt Fuller è Robert Lindsey

### Trama
Sydney, mediante la terapia del Dottor Brezzel, sogna di essere nella cucina di casa sua e di avere davanti Will. Prova a chiamarlo ma lui non risponde, si limita a fissarla; vicino a Will c’è una confezione di cereali con sopra scritto S. Aidan. Improvvisamente Sydney si ritrova nel laboratorio dove il Dottor Brezzel, suo padre e Vaughn la stanno facendo tornare alla realtà e inizia ad urlare che Will sa qualcosa sul suo passato. Jack decide allora di contattare la divisione protezione testimoni. Syd però, mentre sono in volo per tornare a casa, esprime i suoi timori perché teme che toglierlo dalla protezione sia troppo rischioso ma Jack le dice che non hanno altra scelta; dopodiché Syd racconta a Vaughn di avere ucciso se stessa in sogno e che si è sentita dire che è stata la Convenzione a rapirla e che non è un caso se non si ricorda nulla. Jack, esitante, allora le dice che il Dottor Brezzel ritiene che la memoria di quei due anni le è stata rimossa e che la precisione dell’intervento sta ad indicare che lei potesse essere consenziente. Il mattino seguente Jack e Vaughn incontrano Sloane, il quale dice che Lindsey ha abboccato all'amo e ha accettato l'idea che Sydney sia prigioniera della Convenzione. Il CSN si aspetta una chiamata dalla Convenzione per sapere le modalità dello scambio di Sydney con il congegno di Rambaldi e Jack vuole che Sloane li chiami fingendosi la Convenzione visto che lui e Vaughn devono rientrare alla CIA, per evitare che Lindsey possa sospettare dei contatti con Sydney. Inoltre Jack gli dice di aver detto a Sydney di contattarlo quando sarà pronta a tornare. Jack allora torna alla macchina ma Vaughn aggiunge a Sloane che durante lo scambio la vita di Syd sarà nelle sue mani e che, se la tradirà, sarà lui stesso ad ucciderlo, costi quel che costi. Sloane gli risponde che anche lui l'ama e questo lascia confuso e perplesso Vaughn.
Nel frattempo Lindsey incontra Sloane, che gli comunica il prezzo da accreditare su un conto, ma l'agente lo minaccia che se Syd sopravviverà, lui stesso fornirà il dossier sulle sue particolari attività. Sark trova il dottor Brezzel e gli estorce qualche informazione su Sydney scoprendo che sta cercando Will. Syd si reca nel Wisconsin dove Will è chiamato Jona e lavora in un cantiere. Syd lo saluta e Will è visibilmente senza parole e sconvolto, credendola morta da due anni. Gli chiede di parlargli ma lui prende una pistola e la minaccia perché non crede che possa essere lei. Le chiede perciò qualcosa che solo la vera Sydney potrebbe sapere sul suo primo giorno di lavoro e lei risponde senza alcuna difficoltà. I due rimangono a guardarsi e Sydney lo disarma, lancia via la pistola e gli butta le braccia al collo. Will spiega a Sydney che St. Aidan era il nome di un contatto che aveva mentre lavorava per la CIA; lei convince Will incontrarlo e così scopre che quest’uomo in realtà è Andrian Lazarey, con una mano amputata. Sark però arriva poco dopo e riesce a rapire Lazarey, per poi torturarlo al fine di carpirgli delle informazioni. Will e Sydney vanno in un hotel di Graz per recuperare l'oggetto riguardante Rambaldi che proprio Sydney aveva lì nascosto in una cassetta di sicurezza. Tuttavia, una volta aperta la cassetta, Sark con una calamita riesce a rubare l'oggetto in essa contenuto, cioè un cubo di metallo. Durante l'inseguimento a Sark nei corridoi dell'hotel, Will si imbatte in Allison Doren, il duplicato di Francie, e riesce a ucciderla con una coltello, mentre nello scontro tra Sark e Syd ha la meglio quest'ultima, che riesce così a recuperare il cubo e a portarlo nella sede della CIA. Il Cubo di Rambaldi contiene un campione di tessuto umano, ancora attivo, che porta il nome di Milo Rambaldi. Nel frattempo, Lindsey, sospettando che Jack e Vaughn conoscessero la posizione di Sydney, li fa arrestare. Egli chiede a Sloane di assumere un sicario per uccidere Sydney nel corso del previsto scambio con il congegno di Rambaldi, minacciando di rivelare le attività di Sloane al Dipartimento di Giustizia che porrebbe fine alla sua grazia. Tuttavia, durante lo scambio, il sicario non spara a Sydney, ma bensì a Lindsey. Tornati al centro operativo, Sydney incontra Will il quale le dice che, nonostante la Convenzione ora sappia che è ancora vivo, ha deciso di tornare in Wisconsin. Dopodiché i due si salutano con un abbraccio affettuoso.

## Il passato
- Titolo originale: Full Disclosure
- Diretto da: Lawrence Trilling
- Scritto da: Jesse Alexander

### Trama
Alcuni agenti del DRS portano via il Cubo di Rambaldi recuperato da Sydney a Graz e Marshall si rivela deluso di non aver potuto fare ulteriori esami; le dice anche che gli piacerebbe vedere dove lavorano quelli del DRS. Piu tardi Syd viene sedata con un dardo tranquillante da un uomo che si è intrufolato in casa sua e si risveglia su un aereo dove l'accoglie Kendall. Lui le svela di essere un agente del DRS e ha bisogno di lei perché il Cubo è stato rubato durante il trasferimento; Syd gli chiede perché l'ha portata in aereo, così Kendall le rivela di aver sempre saputo dove è stata nei due anni in cui è sparita, ma non le ha detto nulla perché è stata lei stessa a chiederglielo! Inizia una lunga spiegazione di tutto ciò che è accaduto nei due anni precedenti. Kendall spiega che la credevano morta e che anche lui è andato al suo funerale; ma un giorno ha ricevuto una sua chiamata e ha raggiunto Sydney che portava un alias diverso, che non aveva mai avuto prima; era già Julia Thorne. Così Kendall spiega a Syd tutto ciò che Sydney aveva spiegato a lui quel giorno: la Convenzione l'aveva rapita dopo il suo svenimento a casa sua, poi un dottore di nome Oleg Madrczyk, proprio l’uomo che Syd avrebbe poi  ucciso a Francoforte e che non aveva fatto in tempo a rivelarle chi lei fosse, l'aveva fatta assistere, paralizzata, al suo funerale. Aveva visto Vaughn e gli altri spargere le sue ceneri in mare impotente, sentendosi dire che doveva dimenticare chi era stata perché Sydney Bristow era morta. Dopodiché Syd era stata sottoposta a torture fisiche e psicologiche per mesi, il tutto per costringerla a diventare Julia Thorne, un condizionamento che però non ha funzionato veramente, grazie ai retaggi del "Progetto Natale" di Jack, che le aveva conferito una protezione contro il condizionamento mentale. Nonostante ciò, Syd aveva capito che l'unico modo per fuggire era dare alla Convenzione ciò che voleva, così dopo alcuni mesi aveva iniziato a fingere di aver subito il condizionamento; era poi stata sottoposta a una prova, in cui le era chiesto di uccidere un altro prigioniero della Convenzione per mostrare che aveva aderito agli ideali del gruppo. Lei aveva deciso di farlo perché in cuor suo sapeva che sarebbe morto comunque. Successivamente Syd aveva chiamato Kendall raccontandogli tutto e l’uomo le aveva consigliato di rimanere nella Convenzione come doppiogiochista; ma Syd aveva deciso di andare a vedere Vaughn per fargli sapere che era ancora viva. Tuttavia, una volta a Los Angeles, aveva visto Michael insieme a Lauren e poi aveva notato degli uomini in auto controllare la situazione. Così aveva deciso di non metterlo in pericolo e nessuno avrebbe saputo che lei era ancora viva a parte Kendall. Insieme avevano lavorato come ai tempi dell'SD-6 per scoprire a cosa mirava la Convenzione. In Algeria aveva lavorato con Simon Walker e insieme avevano indagato sul Cubo; poi aveva salvato la vita a Lazarey, che la Convenzione voleva morto perché era vicino a trovare il Cubo. Syd e Lazarey avevano inscenato il suo omicidio e poi avevano collaborato e trovato il Cubo in una caverna in Namibia dopo mesi di ricerche. Lì avevano aperto una serie di portali con 12 chiavi e avevano preso il Cubo, ma Syd aveva dovuto amputare la mano di Lazarey perché era rimasta incastrata in uno dei portali e la caverna stava crollando. Tuttavia Syd non aveva consegnato il Cubo a Kendall, ma bensì aveva deciso di nasconderlo in un posto sicuro e poi di farsi togliere la memoria degli ultimi due anni perché era tutto troppo doloroso. Aveva mandato un video a Kendall in cui gli spiegava cosa avrebbe fatto e chiedendogli di non rivelarle mai nulla se lei fosse tornata. A questo punto Syd è sconvolta dal racconto e gli chiede perché le abbia detto tutto; Kendall le spiega che secondo la Profezia di Rambaldi, lui ritornerà nuovamente tramite un bambino. A questo punto Syd capisce tutto: la cicatrice sull'addome gliel'ha fatta la Convenzione per prenderle gli ovuli. Ora, avendo il suo materiale genetico e quello contenuto nel cubo, la Convenzione può creare un bambino con gli ovuli della Prescelta ed il tessuto di Rambaldi. Syd a questo punto capisce che tutti gli elementi che l'hanno guidata al cubo (la chiave e il foglio datole da Sloane) dovevano essere dei falsi creati dalla Convenzione per spingerla a ritrovare ciò che aveva nascosto. Allora Syd chiama Marshall nella speranza che abbia davvero nascosto un rilevatore nel cubo per trovare il luogo in cui il DRS lo avrebbe portato; Marshall all'inizio nega per paura di essere licenziato, ma poi ammette di averlo fatto. Alla CIA si organizza una missione per trovare il cubo prima che la Convenzione lo usi con gli ovuli di Sydney. Inoltre Dixon le rivela in privato che anche lui sapeva cosa le era successo nei due anni di assenza, perché era presente in ufficio quando Kendall aveva ricevuto la sua chiamata. Syd è sconvolta, ma accetta le scuse di Dixon, il quale le spiega che non poteva dirle niente e che ora capiva cosa provava lei ai tempi dell'SD-6. Anche lui andrà in missione per trovare il cubo, perché la cosa riguarda anche lui. Gli agenti CIA trovano il cubo in Patagonia e raggiungono il laboratorio della Convenzione; c'è una sparatoria e Sark riesce a fuggire, ma Syd brucia tutto il materiale genetico suo e di Rambaldi prima che la fecondazione abbia avuto luogo. Vaughn e Weiss trovano anche Lazarey, ancora provato dalle torture subite da suo figlio. 
Sark chiama un suo contatto spiegandogli che la CIA ha preso suo padre e chiedendogli di occuparsi della cosa. Più tardi, Sydney è in ambulanza con Lazarey e lui fa in tempo a chiederle se sa del "Passeggero", ma Syd gli dice di non affaticarsi e che avranno tempo per parlare. Scesi dalla vettura, un cecchino spara a Lazarey da un tetto e lo uccide. Mentre gli agenti si riparano, vediamo chi è il misterioso cecchino contatto di Sark: si tratta di Lauren!

## Incroci
- Titolo originale: Crossings
- Diretto da: Ken Olin
- Scritto da: Josh Appelbaum e André Nemec
- Isabella Rossellini è Katya Derevko
- Arnold Vosloo è Mr. Zisman

### Trama
L'episodio inizia con Sydney e Vaughn che si baciano all'interno di una prigione. Arrivano delle guardie con divise nordcoreane che li conducono fuori dal penitenziario per essere fucilati. La trama si interrompe proprio quando uno dei militari inizia a sparare portandoci indietro alle 72 ore precedenti.
Dixon informa i suoi collaboratori che, con un messaggio in codice, un agente della Convenzione ha contattato la CIA perché vuole disertare. Sydney e Vaughn si dirigono in volo verso la Corea del Nord per recuperare il disertore della Convenzione. Lauren passa questa informazione alla Convenzione che si muove per fare in modo che l'aereo in cui viaggiano Vaugh e Sydney venga abbattuto. Un agente della Convenzione spara dei piccoli proiettili avvelenati ai piloti dell'aereo in cui viaggeranno Sydney e Vaugh. Durante il volo i due discutono su quanto sia difficile lavorare insieme. La loro conversazione viene interrotta poiché l'aereo su cui viaggiano inizia a perdere quota: i piloti sono morti poiché il veleno dei proiettili ha fatto effetto. Nonostante ciò, Sydney e Vaughn riescono ad eludere gli attacchi missilistici della Corea del Nord e, dopo essere atterrati, riescono a sfuggire alle forze militari nordcoreane. Prima che Sydney e Vaughn riescano a incontrare il disertore al mercato di Gah-Li, arriva Sark che finge d'essere un agente operativo della CIA. Sydney, Vaughn e il disertore vengono catturati dai militari mentre Sark riesce a sfuggire. Sydney e Vaughn vengono condannati alla fucilazione. Jack nel frattempo contatta la madre di Sydney, Irina Derevko, e le chiede aiuto. Quest’ultima invia sua sorella Katya da Jack, la quale gli offre aiuto ma in cambio gli chiede di uccidere Sloane. I due si dirigono a Koreatown di Los Angeles, dove incontrano un nordcoreano (il quale è in debito con Katya) affinché li aiuti a recuperare Sydney e Vaughn. In seguito, Jack va a Zurigo per uccidere Sloane come promesso a Katya la quale nel frattempo contatta lo stesso Sloane telefonicamente per dirgli di lasciare in pace Irina. Inoltre lo avverte del fatto chelui non è al sicuro né tanto meno al riparo da un amico che sta per incontrare e che se continuerà a vivere è solo grazie ad un favore da parte sua. Subito dopo Katya chiama Jack per annullare la missione: non dovrà più uccidere Sloane. Nel frattempo, Sydney e Vaughn, convinti di essere ormai prossimi alla morte, confessano reciprocamente di amarsi. Arriva il momento della fucilazione e ci ritroviamo così alla scena iniziale. Ma uno dei soldati invece di uccidere Sydney e Vaughn spara ed elimina tutti i militari: è il soldato che è stato corrotto dal nordcoreano incontrato Jack e Katia. Tornati alla CIA vengono accolti da tutti, compresa Lauren. Jack si incontra con Katya accusandola di aver avvertito Sloane del fatto che lui avesse intenzione di ucciderlo compromettendo così quella fiducia che sembrava ormai essersi ristabilita tra loro. Poi le domanda che cosa ha in mente Irina e Katya gli rivela che un giorno, senza che se lo aspetti, tutte le intenzioni di Irina si chiariranno. Jack la ringrazia per averlo aiutato a recuperare Sydney e lei lo bacia dicendogli che è Irina a mandargli quel bacio. Poi però lo bacia nuovamente...

## Oltre i sei
- Titolo originale: After Six
- Diretto da: Maryann Brandon
- Scritto da: Monica Breen e Alison Schapker
- Quentin Tarantino è McKenas Cole
- Vivica A. Fox è Toni Cummings

### Trama
Sydney e Vaughn dovranno andare in missione a Chamonix per riuscire ad entrare in uno chalet. Infatti, secondo il disertore della Convenzione, Liezenker, lo chalet che la CIA sta osservando apparterrebbe ad un trafficante d'armi, suo precedente contatto. La Convenzione non sa che, quando Liezenker ha deciso di disertare, vi ha nascosto un microdisco contenente la copia dell'agenda Doleac, un manuale esecutivo con tutti i dettagli operativi delle 6 cellule della Convenzione, compresi i nomi e le sedi di ogni capo cellula. Lo chalet ha un sistema di protezione incredibilmente sofisticato che lo rende impenetrabile grazie anche a un sistema d'allarme creato da una certa Toni Cummings; solo lei è perciò in grado di espugnare lo chalet. Sydney e Vaughn dovranno avvicinarla fingendosi suoi potenziali clienti per ottenere le specifiche del sistema. Jack nel frattempo va a Zurigo a trovare Sloane per indagare su come abbia reagito la Convenzione alla diserzione di Liezenker. Jack dice a Sloane che non sa se lo avrebbe ucciso davvero la settimana precedente e Sloane gli risponde che al suo posto lui lo avrebbe fatto. Sloane gli dice che non deve sentirsi in colpa perché un uomo che fa di tutto per salvare la vita di propria figlia non ha colpe. Inoltre gli dice che gli manca Emily e che si sente solo, allora Jack gli suggerisce di incontrare la psichiatra della CIA.
Sydney è a colloquio proprio con la psichiatra dell'agenzia, la dottoressa Barnett, alla quale confessa che guardando avanti vede solo Vaughn. Vaughn e Weiss sono in un locale a giocare a biliardo e Vaughn chiede all'amico se sia possibile amare due donne contemporaneamente; Weiss risponde di no. Nel frattempo Lauren sta provando degli abiti dentro un camerino, quando ad un tratto entra Sark. L'uomo si scusa per non aver capito, quando le ha puntato una pistola al parcheggio, che entrambi lavorano per la stessa organizzazione e si congratula con lei per quanto sia brava a recitare. Sark, stanco di finanziare la Convenzione e di essere trattato semplicemente come una recluta, propone a Lauren di sovvertire l'ordine eliminando tutti i sei capi cellula della Convenzione. Una volta eliminati quei sei, potranno recarsi a San Pietroburgo a incontrare il capo operativo della Convenzione stessa. Sark la informa che ogni capo cellula porta un orologio che contiene la chiave di accesso al rispettivo quartier generale e che, quando avranno tutte e sei le chiavi, potranno scalare i ranghi della Convenzione con la minaccia di consegnare le chiavi alla CIA. Jack va a cena da Sydney e la informa che hanno trovato la Cummings: lavora in un club esclusivo ad Atene. Vaughn e Sydney dovranno andare lì come trafficanti di diamanti sudafricani chiedendo il suo intervento per la loro base a Città del Capo. Sydney su suggerimento di Jack chiede a Dixon che per la missione Vaughn venga sostituito con Weiss in modo da evitare ulteriori imbarazzi. Sloane si inietta il liquido da lui creato sperando che questo lo conduca al messaggio di Rambaldi ma non ottiene nessun risultato. Poco dopo telefona a Jack dicendogli che forse aveva ragione: ha bisogno di un terapeuta. Così successivamente incontra la Dott.sa Barnett e, nonostante Sloane si dimostri diffidente, tra i due scatta immediatamente una reciproca attrazione. A causa dell'uccisione misteriosa di due dei sei capi cellula, la CIA decide di anticipare la missione a Chamonix ma Marshall informa Dixon che il codice per bypassare il sistema letale non è del tutto pronto, occorrerebbero altre 6 ore, dopo di che potrebbe essere inviato a Chamonix. Partirà anche Jack per occuparsi dell'attivazione della connessione a Chamonix. In aereo, Sydney dice a Vaughn che per quanto provi ancora dei sentimenti verso di lui, non sarà mai disposta ad essere "l'altra donna".
Durante il collegamento con Marshall, avviene un contrattempo: Carrie ha le doglie ma non andrà in ospedale se prima non si sposeranno. Marshall chiede così a Weiss di sposarli e nel contempo continua a monitorare i colleghi in missione. Dopo aver ucciso tutti i sei capi delle cellule della Convzenzione insieme a Lauren, Sark giunge a San Pietroburgo dove incontra il vice capo della Convenzione, una vecchia conoscenza dell'SD-6: MacKenas Cole. Qui scopre che Lauren aveva contattato MacKenas a sua insaputa, quindi, senza saperlo, eliminando i capi cellula, Sark ha aiutato di fatto la scalata al potere di Cole. Quest’ultimo poi nomina lo stesso Sark e la Reed capi della nuova cellula del Nord America della Convenzione. Cole chiede inoltre a Lauren di mettere un freno all'esuberanza extraconiugale di suo marito e le mostra delle foto. Tornata a Los Angeles Lauren va da Sydney e la minaccia di stare lontana da Vaughn.

## Doppia coppia
- Titolo originale: Blowback
- Diretto da: Lawrence Trilling
- Scritto da: Laurence Andries

### Trama
È notte. A casa di Lauren e Vaughn squilla il cellulare, Lauren accende la luce e trova il marito con in mano l'orologio del padre (la donna si dimentica che è l'anniversario della morte del padre di Vaughn). Al lavoro, Marshall mostra pieno d'orgoglio le foto del proprio primogenito. Durante il briefing alla CIA, Dixon comunica ai colleghi che un'organizzazione di terroristi fondamentalisti filippini, nota come la Spada Lucente, ha appeno acquistato una bomba al plasma e l'ha spedita via mare ad una delle sue cellule in Europa. Marshall mostra ai colleghi gli effetti devastanti che avrebbe questa bomba con un diametro di soli 15 centimetri. Non si sa dove sia esattamente la bomba, ma la trasmissione conduce la CIA a un deposito di dati digitali a Vancouver dove l'agente della Spada Lucente tiene il suo database. Per poter accedere ai file, Marshall ha bisogno che qualcuno dall'interno gli apra un accesso. Sydney e Vaughn vengono inviati ancora una volta in missione insieme. Una volta arrivati a Vancouver riescono ad aprire l'accesso per Marshall che inizia così a scaricare i dati, ma improvvisamente il download viene arrestato da un virus che li costringe a interrompere la missione. Sydney e Vaughn cercano allora di fuggire, ma vengono temporaneamente bloccati da un impiegato che spara su di loro mentre è tenuto sotto tiro da qualcuno fuori dalla loro visuale che infine uccide l'uomo. Vedendo fuggire il cecchino Sydney e Vaughn lo inseguono, ma non riescono a catturarlo. Tornati a Los Angeles, Marshall riesce a scoprire sulla base dei dati parziali scaricati in missione che la bomba al plasma si trova su un mercantile che attraccherà a Lisbona, dove Sydney e Vaughn vengono inviati per recuperarla. A Zurigo Sloane telefona alla dott.sa Barnett, che si trova ancora nella città Svizzera, e la invita a cena. Syd e Vaughn giungono sulla nave e, dopo aver localizzato la bomba con un dispositivo modificato da Marshall, si trovano sotto gli spari di due individui a volto coperto e Vaughn viene colpito. Sydney però lo porta sottocoperta dove scopre che è illeso grazie al giubbotto antiproiettile. A questo punto inizia un flashback che ci riporta all'inizio della puntata e vediamo gli stessi eventi accaduti, ma stavolta dal punto di vista di Lauren: la telefonata era di Sark, che le ricordava di dovergli trasmettere tutte le informazioni che sarebbero state utili alla convenzione. Appreso dal briefing della CIA dell'esistenza di una bomba al plasma, Lauren e Sark partono per Vancouver per ottenere le informazioni necessarie al suo ritrovamento prima della CIA. Così veniamo a sapere che il l’assassino dell’impiegato è Lauren e che i due individui che attaccano Sydney e Vaughn sulla nave sono proprio Lauren e Sark. Le storie si intrecciano: mentre Sydney recupera la bomba, Vaughn tiene d'occhio la situazione dal ponte coperto dove sorprende Lauren (senza sapere che è lei perché porta un passamontagna): tenendola sotto tiro, la obbliga a gettare la pistola e a scoprirsi il volto, ma quando sta per scoprire la verità Sark interviene puntando la pistola alla testa di Sydney e dicendo a Vaughn che se l'ama deve gettare la pistola. Dopo un attimo di esitazione Vaughn la getta e Lauren lo colpisce e riesce a fuggire. Sydney approfitta della distrazione di Sark per colpirlo ma anche lui fugge con la bomba così Vaughn si lancia all'inseguimento. Riesce a bloccarlo ma per salvarsi Sark attiva la bomba e la lancia a Vaughn che per disattivarla lo lascia andare. Sloane a cena la dott.sa Barnett le rivela un suo segreto: in passato ha avuto una relazione con Irina Derevko e non è da escludere che Sydney possa essere sua figlia. Tornati a Los Angeles Vaughn incontra Lauren che mente dicendo d'essere di ritorno da Washington e mentre stanno parlando lei riceve una telefonata: è Sark, che le fa notare che entrambi stanno fingendo in quel matrimonio perché Vaughn ama Sydney, ma Lauren simula una chiamata di lavoro. Alla fine, Sydney è in ufficio e il padre la porta a cena fuori per tirarla su di morale.

## Facciata
- Titolo originale: Façade
- Diretto da: Jack Bender
- Scritto da: R.P. Gaborno e Christopher Hollier

### Trama
Siamo a Belfast e un artificiere sta cercando di disinnescare una bomba molto complessa; quando taglia un filo, la scena si sposta a Los Angeles. Alla Rotunda, Dixon sta spiegando che si trattava di una bomba al plasma sperimentale fabbricata dal terrorista Daniel Ryan, irlandese che ha militato nell'IRA e che ora vuole vendere il prototipo della bomba alla Convenzione. Per cercare informazioni su Ryan, Sydney va a trovare il disertore Leonid Lisenker, che ha lavorato con lui e sa quali erano i suoi contatti con la Convenzione. Leonid le chiede anche come stia Vaughn, asserendo che in Korea aveva notato un certo legame fra i due. Intanto Vaughn e Weiss preparano un piano d'azione per catturare Ryan e allo stesso tempo discutono del suo matrimonio con Lauren che è in viaggio a trovare i suoi genitori. La squadra organizza una missione molto particolare per incastrare Ryan: dato che l'uomo ha annunciato una seconda dimostrazione, Sydney si finge un'esponente della Convenzione e salva il terrorista dall'arresto "uccidendo" Weiss. Poi Ryan viene addormentato con un dardo tranquillante e trasportato a Los Angeles, ma quando si risveglia non sa di trovarsi lì: è convinto di essere in Russia, nell'hotel in cui ha sempre soggiornato per incontrarsi con il suo contatto e che la CIA ha ricostruito curando i più minimi dettagli. Sydney continua la sua mascherata e cerca di convincere Ryan a collaborare, chiedendogli di fermare la seconda bomba. Lui in principio non si fida e vorrebbe andarsene, ma una volta raggiunto l'ascensore si trova davanti  Lisenker che riesce nell'intento di convincerlo a fidarsi di Sydney. Tuttavia l'uomo pone una condizione: tratterà solo con il Signor Sark. Non potendo fornire quello vero, Lisenker propone a Jack e Dixon di mandare qualcuno che lo impersoni, dato che il terrorista non l'ha mai visto in faccia. Così tocca a Vaughn travestirsi e fingere di essere l'uomo che odia di più al mondo. Lui e Ryan trattano la consegna della bomba su un aereo di linea da Roma a Parigi, che avverrà da parte di un suo socio direttamente in volo. Il problema è che il suo socio conosce il vero Sark, quindi la CIA fa in modo che Julian si trovi sull'aereo e riceva un messaggio inviato apparentemente da Daniel Ryan. 
Sull'aereo, Vaughn si rende conto che Sark ha abboccato, ma il socio di Ryan non si presenta. Sydney si mette in contratto con Sloane (che ha passato la notte con la dott.sa Barnett...) e lui le riferisce che la Convenzione aveva ucciso il fratello di Ryan. Sentendo odore di trappola, Syd chiede al terrorista cosa stia succedendo e allora capisce che non ha mai voluto consegnare la bomba, ma che voleva Sark sull'aeroplano. Vaughn arresta Sark, poi fa delle ricerche nel vano bagagli e trova la bomba al plasma pronta a esplodere se scenderanno sotto una certa quota. Con Marshall al telefono, i due cercano di disinnescare il sensore dell'altimetro senza successo, così Vaughn chiede aiuto a Sark. Intanto Syd decide di concludere la messa in scena e svela a Ryan la loro vera identità e lo porta alla Rotunda. L'uomo non vuole cooperare e afferma di volere Sark morto perché, infatti, la Convenzione ha causato la morte di suo fratello, ucciso mentre era loro prigioniero. Dopo aver chiesto informazioni a Sloane sul conto del fratello di Ryan, Syd scopre che è l'uomo che aveva ucciso lei quando era sotto controllo della Convenzione. Decide così di discutere con Ryan e gli spiega che anche lei è stata prigioniera della Convenzione: gli svela che l'hanno torturata perché volevano obbligarla a essere una certa Julia Thorne. Poi lo implora di fermare la bomba perché l'uomo che ama si trova sull'aereo e se lo salverà lei farà di tutto per fermare la Convenzione. L'uomo rimane colpito dalle sue parole e fa portare un telefono per mandare un messaggio alla bomba e fermarla. Mentre Syd comunica con Vaughn via radio, si scopre che in realtà il codice usato dal terrorista non solo ha attivato il conto alla rovescia della bomba sull'aereo, ma anche quello della bomba già in possesso della CIA! Ryan rivela a Sydney che l'unica cosa che sapeva della morte del fratello era proprio il nome della sua assassina, Julia Thorne. Mentre il caos imperversa in agenzia e sull'aereo, Jack si occupa di Ryan: lo prende in disparte e lo soffoca fino a causargli un arresto cardiaco, per poi risvegliarlo col defibrillatore. Quando si risveglia, lo esorta a fermare entrambe le bombe se non vuole provare di nuovo questa sensazione di morte. 
Ryan dà i codici a Syd e Marshall disinnesca le due bombe appena in tempo; scampato il pericolo, Sark estrae il coltello che si era procurato poco prima rovistando fra le valigie e lotta con Vaughn. Per una volta è l'agente CIA ad avere la meglio e riesce ad ammanettarlo. Sydney vede portare via Ryan, poi alcune ore dopo si incammina verso la sua auto nel parcheggio, lasciandosi andare a un pianto disperato. Proprio in quel momento sopraggiunge Vaughn, rientrato da Parigi. Senza perdere un secondo corre incontro a Syd e l'abbraccia teneramente, consolandola.

## Rapiti
- Titolo originale: Taken
- Diretto da: Lawrence Trilling
- Scritto da: J.R. Orci

### Trama
Lauren è incaricata dal CSN di interrogare Sark mentre suo padre, il senatore Reed, arriva da Washington per partecipare al briefing della CIA sull'interrogatorio. Tra il senatore e la figlia c'è una tensione e un conflitto difficile da non avvertire. Durante un primo incontro Dixon riceve una telefonata dalla scuola: i suoi figli, Steven e Robin, non sono a scuola e non rispondono al cellulare. Non se ne hanno più notizie da quando il padre di un loro compagno di scuola è andato a prenderli a casa. L'aereo dov'è imbarcato Sark è atterrato in mezzo al deserto, non a Dover, dove la CIA lo aspettava per prenderlo in consegna. Sydney e Weiss, incaricati del recupero, trovano gli agenti della scorta e i piloti tutti morti, Sark è fuggito. I figli di Dixon sono stati rapiti dalla Convenzione: in cambio vogliono il rilascio di 5 loro agenti tenuti in custodia da 5 differenti governi. La Barnett e Sloane intanto continuano a frequentarsi. Sark viene intercettato da Echelon a Nogales: Dixon va in missione per liberare i figli ma sul posto gli ostaggi non ci sono e il tutto si rivela essere una trappola con degli esplosivi. Fortunatamente, tutta la squadra riesce a sfuggire all'esplosione. Intanto Lauren fa in modo che Sloane risulti essere la talpa della Convenzione all’interno della CIA e così Jack si reca a Zurigo per prenderlo in custodia. Dixon crede che sia coinvolto nel rapimento dei figli e minaccia di ucciderlo. Più tardi viene liberato e mandato a casa Steven che consegna al padre un messaggio: la Convenzione vuole in realtà un manufatto di Rambaldi: il lotto 45. La richiesta di rilascio dei 5 agenti è solo un'esca per distrarre la CIA dai veri obiettivi della Convenzione. Dixon lo rivela a Sydney, inoltre ,dato l'ovvio coinvolgimento nella missione, è costretto a dimettersi dalla direzione della task force e chiede a Jack di subentrargli al comando. Sydney va nel deserto del Nevada a recuperare il lotto 45: è una scatola che riporta il nome di Irina Derevko. Quest’ultima riesce a impossessarsene con l’aiuto di Dixon e così può avvenire lo scambio con Sark: il manufatto a lui e Robin a Dixon. Intanto la dott.sa Barnett raggiunge Sloane che è ancora tenuto in custodia dalla CIA e gli rivela la sua delusione: credeva fosse cambiato veramente. Lui le dice di essere innocente e le fa promettere di non rivelare nulla riguardo alla sua relazione con Irina. Intanto Jack incomincia a sospettare che la talpa sia in realtà Lauren, in quanto le sente dire a Vaughn una frase identica a quella che ha ascoltato esclamare da Sark in una sua registrazione dall’aereo...

## Il passeggero
- Titolo originale: The Frame
- Diretto da: Max Mayer
- Scritto da: Crystal Nix Hines

### Trama
Vaughn e Weiss fanno corsa al parco a Los Angeles. Vaughn chiede a Weiss se c'è posto a casa sua per dormire, anche sul divano: le cose tra lui e Lauren non vanno bene. Al quartier generale della CIA, Dixon dice a Vaughn di incontrarsi con un suo vecchio contatto, Kishell, che li aiuterà a capire dove si possa trovare la chiave per aprire la Scatola di Rambaldi. Sydney si offre di andare con lui. L'incontro avviene a Città del Messico, dove l'uomo dal volto sfregiato racconta ai due che nel 1941 nel deserto di Karoo due archeologi inviati da Stalin, anch'esso seguace di Rambaldi, avevano trovato la mappa, una lente rossa di cristallo, con l'esatta localizzazione della chiave. Gli archeologi però finirono con l'attaccarsi a vicenda per ottenere il cristallo, uccidendosi a vicenda e restando così nel deserto. Kishell mostra a Sydney e Vaughn le immagini girate da un suo contatto nel deserto di Karoo. Dalle immagini si riconosce la figura di uno dei maggiori esponenti della Convenzione, Kazari Bomani, con il cristallo in mano, mentre sullo sfondo si nota il camion della Omnifam, l'organizzazione umanitaria di cui è a capo Sloane. Kishell inoltre afferma che la Scatola contiene il ceppo di una potente arma biologica dal nome “Il Passeggero”. Di ritorno a Los Angeles, Sydney si reca immediatamente da Sloane per avere dei chiarimenti. Quest'ultimo sostiene che è stata proprio la CIA ad insistere per fargli appoggiare Bomani, in modo che sarebbe stato più vicino alla Convenzione. Sloane si offre, in cambio di qualche comfort e dell'Iliade in lingua originale che stava leggendo a Zurigo quando è stato arrestato, di fornire i codici per localizzare tutti i camion della Omnifam grazie ai Gps di cui ogni camion è dotato. Nel frattempo Lauren e Vaughn stanno cenando in un ristorante, Lauren gli dona l'orologio del padre di Vaughn che ha fatto riparare, scusandosi di non essersi ricordata dell'anniversario della sua morte. Ma Vaughn dice che non funziona, riferendosi non all'orologio, ma al loro rapporto e la informa quindi che si vuole separare. Immediatamente dopo Lauren informa Sark dell'accaduto, quest'ultimo afferma lei deve stare vicino a Vaughn in quanto è una figura chiave alla CIA e che l'unico modo per evitare la separazione è quello di uccidere suo padre, il senatore Reed. Infatti pochi anni fa Vaughn era fidanzato con una donna di nome Alice che stava per lasciare, anche questa volta a causa di Sydney, e poi era tornato sui suoi passi a seguito della morte del padre di lei; Sark è certo che quindi che Vaughn si comporterà nel medesimo modo anche in questa occasione. Lauren però non è d’accordo e non vuole uccidere suo padre. Jack si inserisce nel computer di Lauren: le telefonate e gli spostamenti della donna che risultano dai file portano il padre di Sydney a sospettare che sia proprio lei la talpa all'interno della CIA e non Sloane. Si reca così a casa del senatore Reed mostrandogli le copie di ciò che aveva scoperto, ma Reed non esita a difendere la figlia. Marshall rintraccia i furgoni della Omnifam a Gaborone, capitale del Botswana, nell'Africa del Sud, precisamente nei pressi del consolato russo. Sydney e Vaughn raggiungono Gaborone fingendosi rispettivamente una stilista ed un cameriere. La mappa si troverebbe al secondo piano del consolato, che ha una struttura simile ad un caveau; i due riescono a recuperare il cristallo contenente la mappa, nonostante una sparatoria che nel frattempo è iniziata tra loro  e Bomani e Sark. Durante il volo di ritorno Vaughn comunica a Sydney che vuole separarsi da Lauren. Il cristallo sembra contenere una mappa topografica, ma nessuno riesce ad interpretarla, così Sydney va da Sloane, in cambio del suo aiuto gli consegna l'originale dell'Iliade da lui precedentemente richiesta. L'uomo spiega che per aprire la Scatola sono necessarie quattro chiavi discoidali e che il cristallo è una mappa topografica che non si riferisce alla terraferma. Con questo suggerimento Marshall intuisce che il punto indicato nella mappa si riferisce ad una zona nel fondale del Mare del Giappone, al largo della costa di Okinawa. Lauren, mentre lavora al suo pc si rende conto che qualcuno si è inserito ed ha controllato i file da cui risultano i suoi spostamenti, le sue telefonate, le prenotazioni aeree e le auto noleggiate. Dopo una breve ricerca, capisce che è stato Jack ad effettuare i controlli, perciò chiama Sark informandolo della situazione. Quest'ultimo insiste che l'unico modo per distogliere i sospetti su di lei è uccidere suo padre facendo sembrare che sia lui la talpa. Lauren si convince di quello che dice Sark e allora va a trovare suo padre, che nel frattempo si è convinto del coinvolgimento della figlia nella Convenzione. I due discutono, Lauren punta la pistola verso il padre e lo fa inginocchiare, ma è titubante. A questo punto, entra nella stanza Olivia, la madre di Lauren che afferra la pistola ed uccide il marito, dicendo alla figlia che Sark era sicuro che non ce l'avrebbe fatta ad uccidere suo padre. Anche lei è della Convenzione! Jack giunge a casa del senatore Reed e Olivia gli dice che suo marito prima di suicidarsi ha detto qualcosa sulla Convenzione, sulla figlia, sul fatto che a causa sua Lauren rischia di essere accusata di far parte della Convenzione ed una serie di fatti che portano invece al senatore quale talpa all'interno della CIA. Nel Mare del Giappone, Vaughn e Sydney entrano in una formazione rocciosa sottomarina, dove trovano e recuperano le chiavi, ma vengono attaccati da Bomani, che li aveva seguiti. L'uomo gli ruba le chiavi e fugge cercando di intrappolare Vaughn e Sydney all'interno della caverna. I due riescono comunque a salvarsi utilizzando come propulsore una bombola d'aria compressa, ma le chiavi del Passeggero sono nelle mani di Bomani. Sull'aereo, durante il ritorno, Sydney dice a Vaughn che le dispiace per la separazione, ma che, nello stesso tempo, ha una speranza. Vaughn chiede a Sydney se, una volta tornati a Los Angeles, le va di andare a prendere insieme un caffè e lei gli risponde di sì. Lauren presenta le proprie dimissioni a Dixon, il quale però le rifiuta consolando la donna dicendole che lei ha soltanto agito dietro istruzioni di suo padre e che quindi non poteva sapere che dietro lo stesso c'era la Convenzione. A questo punto, Sloane chiede a Dixon di essere rilasciato, ma quest'ultimo lo informa che, da i dati in loro possesso, il senatore Reed si era consultato con lui in merito a Rambaldi e che alcuni manufatti erano stati da lui consegnati proprio nelle mani del senatore. Per questo motivo la sua grazie è stata revocata e sarà condannato alla pena di morte per mezzo di iniezione letale tra due settimane. Vaughn e Sydney ritornano al quartier generale della CIA dove vengono informati della morte del senatore Reed. Vaughn corre ad abbracciare Lauren e più tardi chiama Sydney scusandosi di essersene andato via in fretta e facendole capire che è a casa con la moglie. Sydney è nello sconforto!

## Svelata
- Titolo originale: Unveiled
- Diretto da: Jack Bender
- Scritto da: Monica Breen e Alison Schapker
- Djimon Hounsou è Kazari Bomani

### Trama
Nella prigione in cui è detenuto Sloane, Dixon continua ad interrogarlo. Sloane afferma che la Scatola contiene il cuore di Di Regno, il quale funziona da propulsore a quella che è la più grande invenzione di Rambaldi, il Dire, una volta inserito il cuore nell'ingranaggio, la macchina trascriverà un messaggio di Rambaldi stesso, una rivelazione. Nel frattempo, Sark e Bomani inseriscono le quattro chiavi nella Scatola, questa si apre, compare il cuore di Di Regno ed usano il cuore per attivare il Dire. Dixon chiede a Sloane in che modo il Dire aiuterà la Convenzione a trovare il Passeggero, Sloane allora chiede a Dixon se sospenderà l'esecuzione della pena capitale una volta che gli darà l'informazione. Dixon rifiuta, così Sloane dice che parlerà solo con Jack. Nel quartier generale della CIA, durante un briefing convocato in via straordinaria, Dixon informa gli agenti che 12 ore prima si è verificato un attacco della rete: un virus, generato da un server di Berlino sta infettando tutti i server d'Europa e dell'Asia. Il virus mira a colpire ospedali, università, strutture mediche e laboratori. Dixon crede sia un attacco preliminare della Convenzione. Il virus è stato creato da un hacker di Berlino dal nome Cypher. Dixon indica a Vaughn e Sydney che il loro compito è quello di andare a Berlino, scovarlo ed annullare il virus. Marshall spiega a Vaughn e Sydney che Cypher utilizza un palmare con un codice raro e che ha programmato lo sniffer per individuarlo; basterà premere il pulsante sugli occhiali da sole da lui ideati e lui entrerà nel palmare mandandogli un messaggio. Sark e Bomani mentre controllano il diffondersi del virus parlano di Lauren, in particolare Bomani afferma che il suo contributo ultimamente non è eccellente ma Sark la difende sostenendo che se il Dire oggi è in loro possesso è solo merito di Lauren. A casa di Vaughn e Lauren entrambi preparano i bagagli, Vaughn per andare a Berlino, Lauren dice al marito che andrà a Dover dove incontrerà sua madre per spargere le ceneri del senatore Reed. Successivamente a Berlino, grazie agli occhiali creati da Marshall, Sydney trova Cypher. Inizialmente, Vaughn e Sydney fanno credere all'hacker di essere loro i responsabili dell'attacco alla rete del governo siriano bloccata per una settimana, ma subito dopo gli svelano di essere agenti della CIA e che il virus che ha ideato in realtà sta aiutando un'organizzazione terroristica a lanciare un'arma biologica. Cypher incredulo, dice di non sapere la ragione per cui gli era stata commissionata la creazione del virus, mentre sta proseguendo il racconto, Lauren, travestita con una parrucca come tutte le altre cameriere del locale, spara a Cypher ma quest'ultimo consegna comunque i dettagli del virus a Vaughn, mentre Sydney va alla ricerca del sicario che le sembra sia Lauren. Quest’ultima riesce comunque a seminare Sydney, esce dal locale e chiama Sark informandolo che Cypher aveva con sé i codici del virus che ha consegnato a Vaughn e che intende modificare gli originali prima che la CIA ne faccia una copia e blocchi quindi l'espandersi del virus. Jack va in prigione da Sloane, il quale gli spiega che da due anni circa il senatore Reed lo aveva reclutato per farlo lavorare in un'organizzazione interna al governo, dal nome “Trust”. Il senatore era interessato alle sue conoscenze su Rambaldi, così gli fece un'offerta: se avesse collaborato avrebbe blindato la sua amnistia. E così fece, collaborò con il senatore. A Berlino, Vaughn inserisce il flash-drive USB al computer. Sydney gli rivela che crede di aver visto Lauren sparare a Cypher, ma Vaughn non ci crede e difende la moglie. Durante la discussione bussano alla porta, è Lauren che si getta tra le braccia del marito e subito dopo gli racconta quanto è stato doloroso per lei seppellire il padre che credeva di odiare, ma non era così. Vaughn si accorge che Lauren porta al dito un anello antico, lei afferma che si tratta di un regalo che suo padre aveva fatto alla madre alla sua nascita e che suo padre ci teneva che lo conservasse lei. Nel frattempo, Sydney cerca di scoprire se Lauren è stata veramente in Inghilterra e chiama, fingendosi un'altra persona, la madre, la quale invece conferma che la figlia era andata via da qualche ora e si dirigeva verso Berlino. Jack contatta un suo informatore chiedendogli di verificare la reale esistenza del Trust. Vaughn è al computer che controlla l'avanzamento della copia che poi sarebbe stata inviata a Marshall, Lauren porta del caffè, lo poggia vicino al computer e con l'anello corrompe i dati del virus. Allora Marshall informa Sydney e Vaughn che i files sono stati alterati e che Cypher non li ha corrotti prima di consegnarli alla CIA, altrimenti ce ne sarebbe stata traccia. Ma non è andato tutto perso, Marshall è riuscito comunque a scoprire che il virus era stato ideato non per distruggere dati, bensì per raccoglierli: la Convenzione cerca qualcosa. Marshall è inoltre riuscito a bloccare il virus e tutte le informazioni raccolte fino a quel momento finiranno nei server della CIA. A Firenze Bomani intanto si accorge che la CIA ha bloccato il virus e parlando con Sark incolpa ancora Lauren. Sydney parla con il padre dei sospetti che ha nei confronti di Lauren, gli dice che ha provveduto ad avvisare anche Vaughn, ma lui non le crede. Jack allora va al poligono, dove si trova Vaughn, gli chiede solo di ascoltarlo. Inizia a parlare del suo matrimonio con Irina, come nonostante tutto fosse stato un periodo felice, soprattutto perché ha avuto Sydney, ma c'erano delle occasioni in cui si chiedeva cosa facesse la moglie quando lui era fuori al lavoro, alcune volte Irina glielo diceva, altre non rispondeva, si avvicinava e gli dava un bacio, apparentemente spontaneo, forse per mascherare un gesto di evasione. Ma lui allontanava questi pensieri, credendo che fosse deformazione professionale. La sua richiesta è quella di cercare di rendersi conto se ci sono dei segnali che fanno intuire il doppio gioco di Lauren e di saperli affrontare. Vaughn risponde dicendo che Lauren non è Irina e lui non è Jack. Marshall riesce a capire ciò che cerca la Convenzione: una donna e lo comunica a Sydney. I due si recano da Dixon per informarlo. Nel frattempo, Lauren entra nell'ufficio di Marshall per corrompere i dati che la CIA ha scoperto sul virus, Vaughn la cerca, ma lei riesce a completare l'operazione prima che il marito la scopra. Lauren dice al marito che prima di pranzo deve sbrigare delle commissioni, così Vaughn approfitta per seguirla. Lauren riceve una telefonata di Sark il quale la informa di un cambiamento di programma: la consegna dei dati avverrà di persona ad un agente della Convenzione. Lauren crede che sia una trappola e che Sark voglia ucciderla, così hanno una discussione. Vaughn chiama Weiss chiedendogli di poter ascoltare la conversazione della moglie: riesce ad ascoltare solo la parte finale, molto generica. Più tardi Lauren dirà a Vaughn che ha sentito sua madre e che ha litigato con lei, ed essendo arrabbiata ha solo vagato per negozi. Intanto Dixon informa Sydney che hanno controllato le cartelle cliniche della donna che cerca la Convenzione: è stata sempre in cura dallo stesso medico, il dottor Robert Viadro che ha uno studio a Milano. Il compito di Vaughn e Sydney è quello di raggiungerlo e scoprire chi è la donna. Lauren va a Milano da Viadro precedendo Vaughn e Sydney. Dopo una serie di torture il dottore rivela a Lauren l'identità del Passeggero. Nel frattempo, anche Vaughn e Sydney giungono a casa di Viadro e, dopo uno scontro a fuoco con dei Seguaci di Rambaldi, trovano il dottore in fin di vita che riconosce Sydney come la donna della Profezia di Rambaldi. Dalle sue dichiarazioni intuiscono che il Passeggero in realtà è una persona che lui ha difeso e protetto fino a quel momento! A Firenze Lauren si reca da Bomani per consegnarli le informazioni per trovare il Passeggero, subito dopo lui le punta la pistola contro, sta per ucciderla, quando Sark uccide Bomani. Jack riceve una telefonata dal suo contatto, il quale gli conferma la reale esistenza del gruppo chiamato Trust, la cui copertura per ciò che riguarda il suo finanziamento è il “progetto centigrado”. Dixon rivela a Jack che dagli appunti della dottoressa Barnett, risulta che durante il suo matrimonio Irina ha avuto una relazione con Sloane. Jack va da Sloane e gli dice che non ha trovato niente riguardo al Trust. Tornata dalla missione, Sydney informa Jack che Viadro l'ha riconosciuta come la donna della profezia e che in realtà il Passeggero non è un'arma, ma bensì una donna e il dottore ha sacrificato la sua vita per proteggerla. Jack allora sostiene che il Passeggero sia sua madre, in quanto l'etimologia della parola “pace”, pronunciata dal Dire, ha l'origine greca eirènè, ossia Irina. A casa di Lauren e Vaughn, quest’ultimo chiede alla moglie cosa abbia fatto durante la sua assenza, lei si avvicina a lui, lo bacia e gli dice che gli è mancato. Insospettito, mentre Lauren fa il bagno, Vaughn guarda nella sua valigia, scopre un doppio fondo, lo apre e con stupore trova la parrucca delle cameriere della discoteca di Berlino, una pistola e un passaporto!

## Clessidra
- Titolo originale: Hourglass
- Diretto da: Ken Olin
- Scritto da: Josh Appelbaum e André Nemec
- David Carradine è Conrad

### Trama
Jack contatta Irina tramite la consueta chat e le chiede del Passeggero, ma quando lo fa improvvisamente il suo account risulta cancellato. In Nepal, Sark si introduce nel monastero in cui si trova il monaco Conrad, gli punta contro la pistola e gli chiede dove si trova il Passeggero. Dopo un breve combattimento in cui il monaco sembra avere la meglio, arriva Olivia, la madre di Lauren, che lo addormenta con una freccia tranquillante e dice a Sark di recuperare il manoscritto relativo al Passeggero, chiamato la Restaurazione, e che si vedranno nel Rajastan, dove dovrà portare anche il monaco. Vaughn incontra Sydney e Jack e gli comunica che effettivamente è Lauren la talpa e che ne ha le prove, Jack allora gli consiglia di comportarsi come sempre, Lauren non deve notare alcun cambiamento. Vaughn dopo qualche perplessità accetta. Vaughn e Lauren parlano del loro rapporto e decidono insieme di fare della terapia di coppia. Dixon comunica agli agenti che tramite Echelon hanno scoperto del rapimento di Conrad. Sydney e Vaughn dovranno andare nel Deserto del Thar in India per cercare di salvarlo. Nel deserto Sydney e Vaughn, a cavallo, raggiungono i camion con Sark ed il monaco. Sydney salta sul camion e, dopo avere messo fuori combattimento una guardia, recupera Conrad. Nel frattempo, Sark si accorge dell'accaduto e, mentre Conrad cerca di saltare dal camion aiutato da Sydney, gli spara. Morente il monaco rivela a Sydney che il Passeggero è sua sorella! Sydney informa il padre della rivelazione del monaco, così Jack confessa alla figlia di avere appena scoperto che Irina ha avuto una relazione extraconiugale con Sloane. Sydney si reca in cella da Sloane, il quale afferma di avere saputo solo due anni fa dal monaco Conrad di avere una figlia e che il Dire non solo gli ha rivelato la parola pace, ma ha trascritto il codice genetico della figlia. Attraverso la Omnifam, continua Sloane, ha cercato di scoprire l'identità della figlia inserendosi nei database medici di tutto il mondo, ma la ricerca è stata inutile. Sloane dice a Sydney che il senatore Reed era il suo unico contatto con un'organizzazione governativa chiamata Trust e che ha chiesto a Jack di cercare le prove della sua esistenza per scagionarlo ma che pensa che lo stesso le voglia nascondere. Sloane vuole salvare la figlia dalla Convenzione ma non potrà farlo se verrà giustiziato. Jack organizza una trappola per incastrare Lauren: durante un briefing le fanno credere che Marshall ha i codici per decifrare il manoscritto. Lei riesce a procurarsi le impronte di Marshall e grazie a queste entra nel laboratorio di Image Processing per copiare il codice che invece è falso. Sydney dice a suo padre di aver parlato con Sloane e lo invita a produrre le prove che lo scagionano, ma Jack nega la loro esistenza. Da un furgone Sydney e Vaughn tengono d'occhio Lauren che incontra la madre, le passa i codici e dall'audio della conversazione capiscono che anche quest'ultima fa parte della Convenzione. I due sentono che il manoscritto si trova nella loro casa a Richmond. Vaughn e Lauren si recano dalla dottoressa Barnett per una seduta, lei consiglia loro, come punto di partenza per la soluzione dei loro problemi coniugali, una gita, magari proprio a Richmond, visto che Lauren dovrà andare lì per incontrare la madre. Una volta giunti nella casa di Richmond, Vaughn, con la scusa di andare a sistemare i bagagli, inserisce in una lampada un sensore che aiuterà Marshall a localizzare la cassaforte. Poco dopo, Sydney chiama Vaughn perché hanno individuato dove si trova la cassaforte, allora Vaughn lascia Lauren e la madre parlare in giardino e lui rientra in casa fingendo di parlare con Weiss. Vaughn fa la scansione del manoscritto con un orologio, nel frattempo, Lauren insospettita, rientra in casa a cercare il marito, il quale riesce appena in tempo a finire il lavoro senza essere scoperto. Lauren entra nella stanza, trova Vaughn che guarda le foto delle loro nozze, i due iniziano a baciarsi e allora Sydney interrompe la comunicazione radio. Marshall riesce ad interpretare il manoscritto che rivela il nome di una creazione di Rambaldi, la Clessidra, che si trova in un palazzo a Little Tokyo a Los Angeles. Il manoscritto dice che la Clessidra rivelerà il nome del Passeggero solo al padre, ma Sloane ha solo 6 ore di vita, quindi bisogna fare in fretta. Sydney allora parla con Jack cercando di convincerlo a rivelare la verità sul Trust, per il bene di sua sorella. Jack va da Sloane gli offre un bicchiere di vino rosso per festeggiare la scoperta di avere una figlia. Sydney intanto entra nell'edificio in cui si trova la Clessidra e riesce a recuperare il manufatto con l’aiuto di Vaughn. Intanto a Sloane viene iniettato il siero che lo ucciderà. Sydney ritorna alla CIA e scopre che Sloane è morto, con indignazione guarda il padre che ha assistito all'esecuzione e gli dice che non c'è nulla da dire. Lauren, che ha anche assistito alla morte di Sloane, chiama la madre per comunicarle che l'uomo è fuori gioco e che non ci saranno più ostacoli alla ricerca del Passeggero, ma Olivia la blocca dicendole che i codici che ha preso alla CIA sono errati e che c'è una sola spiegazione a tutto questo: è stata scoperta e Vaughn l'ha incastrata! Nel frattempo, Jack con una iniezione risveglia Sloane e gli spiega che nel vino era contenuta una miscela di tetrodotossina utile a contrastare il siero della morte, ma precisa che lo ha fatto solo ed esclusivamente perché ha bisogno di lui.

## Legami di sangue
- Titolo originale: Blood Ties
- Diretto da: Jack Bender
- Scritto da: Monica Breen e Alison Schapker

### Trama
Al poligono, mentre Vaughn si sta esercitando a sparare, entra Dixon, i due parlano di Lauren, in particolare Dixon insiste affinché Vaughn continui a fingere con la moglie, almeno finché non scopriranno dove si trova il Passeggero. Jack incontra Sydney e le dice che Sloane è vivo facendoglielo trovare davanti. Syd è sconvolta e Jack le spiega che mentre stava per rivelare l'esistenza del Trust ha conosciuto il direttore Marlon Bell, membro dell'organizzazione governativa occulta e ha capito che la condanna comunque non sarebbe stata sospesa. Sydney dice a Sloane che non ha pianto per la sua morte, era solo dispiaciuta perché pensava di non riuscire più a trovare la sorella. Sloane spiega ai due di aver trovato, tempo addietro, un manoscritto di Rambaldi in cui era contenuta la formula di un elisir che, se iniettato al Passeggero, avrebbe rivelato un messaggio di Rambaldi stesso; se la Convenzione trovasse la figlia prima di loro, la sottoporra ad una dose massiccia dell'elisir, con gravi rischi per la sua salute psichica. Sloane continua dicendo che egli stesso aveva provato ad iniettarsi il siero senza però ottenere alcun effetto. Sydney allora chiede all'uomo come faranno a trovare il Passeggero, a questo punto Sloane rompe la Clessidra, dalla quale fuoriesce un liquido verde che forma una sfera. Intanto, Vaughn e Lauren parlano del loro rapporto quando Vaughn riceve una telefonata da parte di un ex agente, Thomas Brill, ma dice alla moglie che è la tintoria che lo ha chiamato per dirgli che ha lasciato da loro un abito da circa un mese. Lauren dice al marito che si vedranno più tardi ed esce dal quartier generale della CIA, Vaughn con un cenno fa capire a Weiss di seguirla, ma questi la perde d'occhio. Brill informa un incredulo Vaughn che è stato con suo padre nella sua ultima missione, durante la quale hanno sottratto il Passeggero, all'epoca una bambina, al KGB ed hanno cercato di proteggerla nascondendola. Questa è la ragione per cui Irina ha ucciso il padre di Vaughn. Su un aereo per Washington, Sloane spiega a Jack e Sydney che la sfera è una batteria di un congegno di Rambaldi, che una volta attivato, svelerà dove si trova il Passeggero. Questo congegno si trova in un edificio del Trust, lo Smithsonian Institute a Washington D.C., in particolare in una camera protetta da un sistema di sicurezza retinale a cinque chiavi, ciascuna corrispondente all'immagine retinale dei cinque membri del Trust. Sloane si fa volutamente vedere da lontano da Bell e come prevedibile quest'ultimo chiama gli altri membri del comitato ed organizza una riunione. Sark rapisce Vaughn e lo tortura, ha scoperto che ha parlato con Brill ed immagina che questi gli abbia rivelato dove si trovi il Passeggero. Nel quartier generale della CIA Dixon comunica agli altri agenti che hanno perso le tracce di Lauren e che Vaughn oramai non si fa sentire da molto tempo. Sloane si presenta alla riunione del Trust, mentre Sydney si reca allo Smithsonian Institute. Grazie ad un particolare tipo di occhiali, Sloane riesce a fare la scansione oculare di tutti e cinque i componenti del Trust; Jack recupera i dati e li invia a Sydney che riesce così ad aprire la cassaforte e a prendere il congegno di Rambaldi. Una volta inserita la sfera verde nel congegno recuperato, questo inizia a stampare delle onde cerebrali. Sloane spiega a Sydney che le onde cerebrali di una persona sono uniche come le impronte digitali e che c'è un nuovo progetto che permette di effettuare da un satellite in orbita l'encefalogramma delle persone. Grazie a questo, il Passeggero è stato localizzato: si trova in carcere in Cecenia. Lauren cerca di far rinvenire il marito dopo le torture subite, sembra dispiaciuta e lo aiuta a scappare. In Cecenia Sydney si introduce nel carcere in cui è reclusa la sorella. Una volta uscito dall'edificio, Vaughn cerca aiuto tra le macchine che passano si ferma un camion. Vaughn dice al camionista che deve trovare un telefono ed il camionista gli offre il suo. Vaughn chiama Dixon dicendogli che la Convenzione sa dov'è il Passeggero e quando sta per dirgli cosa gli ha rivelato Brill, capisce che è tutto una trappola e si getta contro il camionista. Vaughn salta dal camion che finisce contro delle auto e prende fuoco, ma poi viene nuovamente catturato da Sark e Lauren, la quale dice al marito che non sapeva quanto fosse furbo! Intanto Sydney trova finalmente sua sorella distesa su un letto in un apparente stato catatonico. Sark e Lauren continuano a torturare Vaughn, nella speranza che questi gli riveli dove si trova il Passeggero, ma nel frattempo Sark riceve una telefonata dove qualcuno gli comunica di aver trovato il Passeggero. Sydney cerca di uscire dal carcere con la sorella, ma vengono attaccate da alcune guardie che riescono a superare anche grazie anche alla partecipazione alla lotta del Passeggero. Sydney così intuisce che anche lei è un agente e la sorella le rivela che fa parte dei Servizi Segreti Argentini e che il suo vero nome è Nadia. Dixon, Marshall e Weiss intanto riescono a rintracciare Vaughn. In un rifugio in Cecenia, Nadia incontra Sloane il quale le dice che ha saputo della sua esistenza solo due anni prima, che è stato una persona cattiva, ma che poi è cambiato dopo la scoperta di avere una figlia. Nella stanza ci sono anche Jack e Sydney che parlano di Nadia; Jack dice alla figlia di non illudersi, potrebbe avere la stessa delusione che ha avuto dalla madre. Irrompono nel rifugio Sark e Lauren alla ricerca del Passeggero, ma non lo trovano. Sydney e Jack si nascondono e sentono dire da Lauren che Sloane li ha traditi, da ciò deducono che Sloane ha contattato Sark e Lauren per indicargli dove si trovava il Passeggero ed ha usato loro come diversivo per fuggire. Sydney, di ritorno dalla Cecenia, va da Vaughn in ospedale e quest'ultimo la prega di lasciare stare sua sorella; Brill lo ha informato che Irina ha ucciso suo padre perché proteggeva il Passeggero, inoltre gli ha rivelato anche la profezia di Rambaldi: il Passeggero (Nadia) e la Prescelta (Sydney) combatteranno e non sopravviveranno. Lei non deve più vederla! Intanto Sloane, che era fuggito indisturbato con Nadia, le inietta l'elisir di Rambaldi...

## Eredità
- Titolo originale: Legacy
- Diretto da: Lawrence Trilling
- Scritto da: Jesse Alexander
- Isabella Rossellini è Katya Derevko
- Vivica A. Fox è Toni Cummings
- Mía Maestro è Nadia Santos
- Ric Young è il Dr. Zhang Lee

### Trama
Sydney parla con i membri della CIA per chiedere di aiutarla a salvare sua sorella Nadia. Quest'ultima, infatti, è nelle mani di Sloane che, a detta di Sydney, sarebbe pronto anche ad ucciderla pur di raggiungere il suo obiettivo. Nadia, nel frattempo, tenta la fuga, colpendo il padre e i flaconi con dentro il siero da lui iniettatole, ma Sloane riesce a bloccarla e a telefonare ad un suo contatto per fargli recuperare altro liquido. Il suo contatto, però, subito dopo aver chiuso la telefonata con Sloane, chiama Sark e gli rivela il suo nuovo incarico e lui gli offre il doppio per rivelargli dove si trova Sloane. Vaughn esce prima dall'ospedale e parla con Sydney, chiedendole scusa per non essere riuscito a capire chi fosse Lauren e le domanda se potrà mai perdonarlo. Syd risponde che non lo sa, ma che ci penserà. La CIA riesce ad intercettare la chiamata di Sloane al suo contatto e viene deciso di infiltrarsi nel bunker dove avverrà l'incontro tra i due. Syd e Vaughn vanno a Novgorod, ma Sloane li ha preceduti e ha già preso il liquido, così a due non resta alto che recuperare tutti i dati disponibili. Mentre sono ancora all'interno del bunker, arrivano delle guardie armate, capitanate da Katya Derevko. Katya, con uno stratagemma, riesce a farli scappare insieme a lei. Sloane dice alla figlia che è orgoglioso del suo coraggio e lei risponde che ogni domenica, all'orfanotrofio, c'era l'incontro con i possibili genitori adottivi e che lei non si era mai messa in mostra, perché sapeva, in cuor suo, che suo padre l'avrebbe portata in salvo, ma che se avesse saputo chi era davvero suo padre avrebbe voluto che l'adottassero. Katya svela a Syd che Nadia da piccola aveva già svelato il messaggio, ma non completandolo, perché fu rapita dal padre di Vaughn che voleva salvarla. Racconta anche che ha collaborato con Irina, perché questa diede alla luce Nadia quando era nelle prigioni sovietiche e Katya voleva aiutarla a ritrovarla. Syd rivela a Katya che Sloane ha trovato Nadia. Al posto del contatto all'appuntamento si presentano Sark e Lauren che propongono a Sloane di diventare soci in cambio del liquido di Rambaldi. Inoltre gli impongono, prima dello scambio, di provare loro che il liquido funziona. Marshall spiega alla CIA le proprietà del liquido, che trasmette proteine al cervello che lo spingono a compiere azioni come in trance, ma che può portare alla morte se usato in forte misura. Jack parla con Vaugh e gli consiglia di affrontare il tradimento della moglie, perché altrimenti questo gli rovinerà la vita. Syd e Vaughn scoprono che il signore con gli occhiali ha avuto a che fare, in passato, con Nadia e che ora si trova a Cuba. Una volta raggiunto, per carpirgli informazioni, Vaughn arriva a torturarlo con l'acido per sapere dove si trovi Sloane, scioccando Sydney. Intanto a Kyoto, Lauren dice a Sloane che deve iniettare alla ragazza più liquido, anche se questo potrebbe ucciderla, perché non hanno tempo. Lui finge di acconsentire, ma poi fa puntare da due uomini le pistole contro lei e Sark, i quali però riescono a liberarsi. La CIA arriva in tempo e Sark fugge con Lauten mentre Nadia viene portata in salvo. Syd dice a Vaughn che potrà perdonarlo solo se lui affronterà la rabbia che prova dentro. Jack e Katya si incontrano e vanno a letto insieme. Vaughn si fornisce di un fucile di precisione e lo carica...

## Resurrezione
- Titolo originale: Resurrection
- Diretto da: Ken Olin
- Scritto da: Jeff Pinkner
- Isabella Rossellini è Katya Derevko
- Mía Maestro è Nadia Santos

### Trama
Sydney entra negli uffici della CIA e si comporta in modo strano: non parla con nessuno e semina vari cellulari per gli uffici. Sta recuperando l'equazione di Rambaldi dai computer quando viene raggiunta da Marshall, che si chiede perché lo faccia. Sydney gli spara e poi inizia a scappare, mentre Sark fa esplodere tutti i cellulari lasciati dalla donna nelle stanze. Vaughn la insegue e si scopre che non era Syd, ma Lauren con una maschera! Mentre lei scappa, Sark viene catturato in un garage. Sydney viene interrogata perché sono convinti che sia stata lei a rubare l'equazione di Rambaldi, ma in realtà si trovava con Nadia sotto scorta cautelare in un rifugio CIA; Intanto Vaughn, istigato da Jack, interroga Sark e lo tortura per sapere dove si trovi Lauren. Quando Syd arriva finalmente in ufficio, scopre cos'è successo e chiama Michael che si trova in attesa di fronte a un magazzino. Capisce subito che Sark ha parlato e gli ha detto dov'è Lauren, ma cerca di convincerlo a non ucciderla perché altrimenti la perderà di nuovo. Vaughn riattacca e scopre che Lauren ha fatto decifrare l'equazione di Rambaldi, ottenendo le coordinate di un luogo in Italia; poco dopo la colpisce e poi la porta in un altro magazzino segreto. Syd biasima Jack, che ha convinto Vaughn a portare il suo fardello per fare sì che almeno lui uccidesse la donna che l'aveva tradito. Intanto Vaughn vorrebbe torturare Lauren, ma chiarisce che non la ucciderà perché ama troppo Sydney; ad un tratto però viene pugnalato alle spalle. Quando lo trovano, Vaughn viene portato in ospedale e Syd convince Jack ad aiutarla perché ora anche lei vuole Lauren morta. Poco dopo Lauren entra in una cella di fianco a quella di Sark e lo convince a dargli la chiave per accedere ai file di back up per scoprire il punto indicato dall'equazione di Rambaldi. Ma non si tratta davvero di Lauren: è Sydney con una maschera e un modulatore vocale!
Sloane raggiunge il rifugio di Nadia e le chiede di andare con lui alla ricerca dei manufatti di Rambaldi; la ragazza sembra intrigata e il padre le lascia un foglio in cui spiega come trovarlo. Syd è pronta a partire per l'Italia e Jack le preannuncia che quando tornerà le dovrà parlare di qualcosa. Nel frattempo Vaughn si sveglia in ospedale, dove c'è Weiss: è stato messo sotto inchiesta per ciò che voleva fare a Lauren, ma lui è preoccupato perché Syd potrebbe cadere in una trappola: non l'ha pugnalato Lauren, bensì Katia Derevko! Con l'aiuto di Weiss, fugge dall'ospedale e parte per l'Italia. Intanto Syd è a Palermo e trova il campo della Convenzione, mettendosi così in attesa di Lauren; alcune ore più tardi viene raggiunta da Katia che le dice di aver scoperto anche lei di quegli scavi e le chiede se è sola; Syd toglie di nascosto il suo caricatore dall'arma e gliela rende, Katia prova a spararle e così Syd si rende conto che anche lei è una nemica e le spara un dardo tranquillante. Nadia scappa dal rifugio CIA e raggiunge Sloane, a cui spiega che ogni tanto riusciva ad alterare ciò che scriveva quando l'effetto del liquido si attenuava. Sloane capisce che la Convenzione ha le coordinate sbagliate e i due partono insieme verso il luogo delle vere coordinate. 
Lauren arriva al campo e Syd prova a spararle, ma al suo posto prende l'uomo con cui la Reed sta parlando. Le due donne ingaggiano una lotta durante la quale Lauren cerca di dire a Sydney che ci sono cose che lei non sa, persone che la manipolano e le dice che le prove sono in una banca a Wittenberg, all’interno di una cassetta di sicurezza. Proprio mentre Lauren sembra avere la meglio su Syd, le due sono raggiunte da Vaughn che punta l'arma verso sua moglie; lei gli intima di gettarla se ama davvero Sydney e lui allora l'abbassa. Lauren si distrae un attimo e l'uomo rialza di scatto il braccio e le spara più volte. Poi lui e Syd si abbracciano e si baciano, ma Lauren si rialza e quando sta per sparargli Vaughn se ne accorge e fa fuoco più volte finché lei non muore. Poco prima di esalare l'ultimo respiro, Lauren riesce a comunicare i numeri della cassetta di sicurezza a Sydney: 1062. Syd va nella banca a Wittenberg e forza la cassetta di sicurezza 1062. Dentro ci sono dei documenti top secret che parlano di un progetto della CIA iniziato da Jack che riguarda anche lei. Syd inizia a piangere leggendoli e ad un certo punto arriva Jack che le rivela che non era previsto che lei scoprisse la verità...